# Partido Popular
El Partido Popular (PP) es un partido político español situado entre el centroderecha y la derecha del espectro político. Fue fundado el 20 de enero de 1989 en sustitución de la antigua Alianza Popular (AP). Entre los años 1996 y 2004, así como entre los años 2011 y hasta 2018, fue el partido que ocupó el Gobierno de España, bajo los mandatos de José María Aznar y Mariano Rajoy, respectivamente. Forma parte del Partido Popular Europeo y tiene representación en el Parlamento Europeo mediante el Grupo del PPE.
Definido en sus estatutos como de «centro reformista» e inspirado en los valores del humanismo cristiano, su número de afiliados ha representado para la formación una polémica casi constante; un análisis independiente de 2014 situó el número de afiliados en unos 100 000; según las cuentas del partido de 2016 algo más de 147 000 hicieron una contribución económica y apenas 66 384 personas estaban al corriente de pago y se inscribieron para votar en las primarias de 2018. Por el contrario, el partido ha defendido que cuenta, según sus propias estimaciones, con más de 865 000 afiliados divididos entre militantes (que pagan cuotas) y simpatizantes (que no las pagan).
Es uno de los partidos mayoritarios de España, que fue el más votado sucesivamente en las elecciones generales celebradas en el período 2011-2016. Actualmente, tras las elecciones generales de 2023 en las que volvió a ser el más votado (aunque sin haber logrado mayoría para formar gobierno), el PP cuenta con 137 escaños en el Congreso de los Diputados y 140 en el Senado. Además, gobierna en once comunidades autónomas, así como en Ceuta y Melilla. El Partido Popular es, con las presidencias de José María Aznar y Mariano Rajoy, la segunda formación que más años ha gobernado el país desde la restauración de la democracia, por detrás del PSOE.
Remonta sus orígenes a 1976, cuando se produjo la conformación de Alianza Popular, una federación de 7 organizaciones políticas encabezadas por sendos altos cargos de la dictadura franquista: Manuel Fraga (Reforma Democrática), Cruz Martínez Esteruelas (Unión del Pueblo Español), Federico Silva Muñoz (Acción Democrática Española), Laureano López Rodó (Acción Regional), Enrique Thomas de Carranza (ANEPA), Gonzalo Fernández de la Mora (Unión Nacional Española) y Licinio de la Fuente (Democracia Social), los bautizados como «siete magníficos», que acabó deviniendo en un partido propiamente dicho presidido por Fraga. A él se incorporaron en 1989, durante el proceso del IX Congreso de Alianza Popular y en los meses inmediatamente posteriores, el Partido Liberal y la mayoría de cuadros de la Democracia Cristiana. El cambio de denominación a Partido Popular se aplicó respecto del Partido Unido de Alianza Popular, inscrito en el entonces Registro de Asociaciones Políticas del Ministerio de la Gobernación en esa fecha; no sobre la Federación de Alianza Popular.
En 2005, el Centro Democrático y Social (CDS) se integró en el PP. El partido Unión Valenciana se encuentra fusionado también desde abril de 2011. El Partido Popular se presentó en coalición en las elecciones generales de 2011 con Unión del Pueblo Navarro, el Partido Aragonés, Centro Canario Nacionalista y Extremadura Unida.
Tiene delegaciones regionales en cada comunidad autónoma y en varios países, integradas en la comunidad española de estos, que proporcionan su apoyo en las cuestiones políticas españolas e internas (vía actividades independientes y el Consejo de residentes españoles). En el PP se le denomina «PP Exterior». Forma parte del Partido Popular Europeo (PPE), de la Internacional Demócrata de Centro (IDC), y de la Unión Internacional Demócrata (IDU). Su organización juvenil son las Nuevas Generaciones del Partido Popular (NN. GG.). Al simpatizante y al afiliado a este partido se le conoce coloquialmente como «pepero», en alusión a su sigla.

## Historia

### Antecedentes

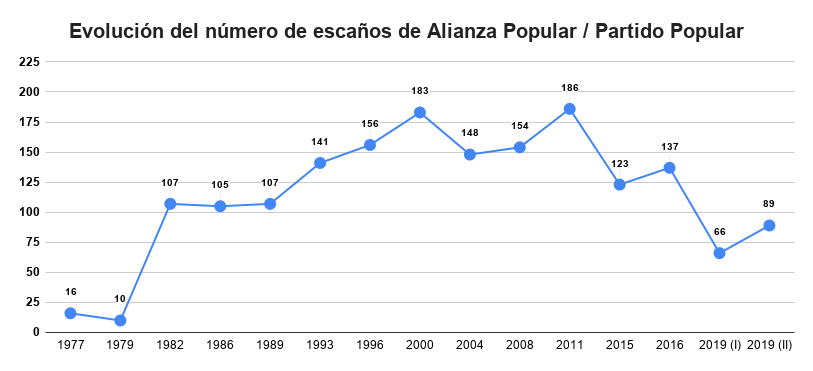
Evolución de los escaños obtenidos por Alianza Popular (1977), Coalición Democrática (1979), la coalición entre Alianza Popular y el Partido Demócrata Popular (1982), Coalición Popular (1986) y por el Partido Popular desde 1989 en las elecciones generales de España.

El Partido Popular tiene su origen en Alianza Popular (AP), un partido político fundado en 1976 como una federación de pequeños partidos conservadores, abanderados por antiguos dirigentes del franquismo. Su cabeza más destacada era Manuel Fraga, ministro de Información y Turismo de la dictadura franquista entre 1962 y 1969, así como vicepresidente del Gobierno y ministro de la Gobernación entre 1975 y 1976, así como presidente y candidato de AP desde su fundación hasta 1987.
En sus primeras citas electorales tuvo unos discretos resultados, obteniendo en las elecciones generales de 1977 1 526 671 votos (8,34 %) y 16 diputados, y en las de 1979 1 094 438 votos (6,10 %) y 10 diputados dentro de Coalición Democrática (coalición de Alianza Popular, Acción Ciudadana Liberal, Partido Demócrata Progresista, Renovación Española y el Partido Popular de Cataluña).

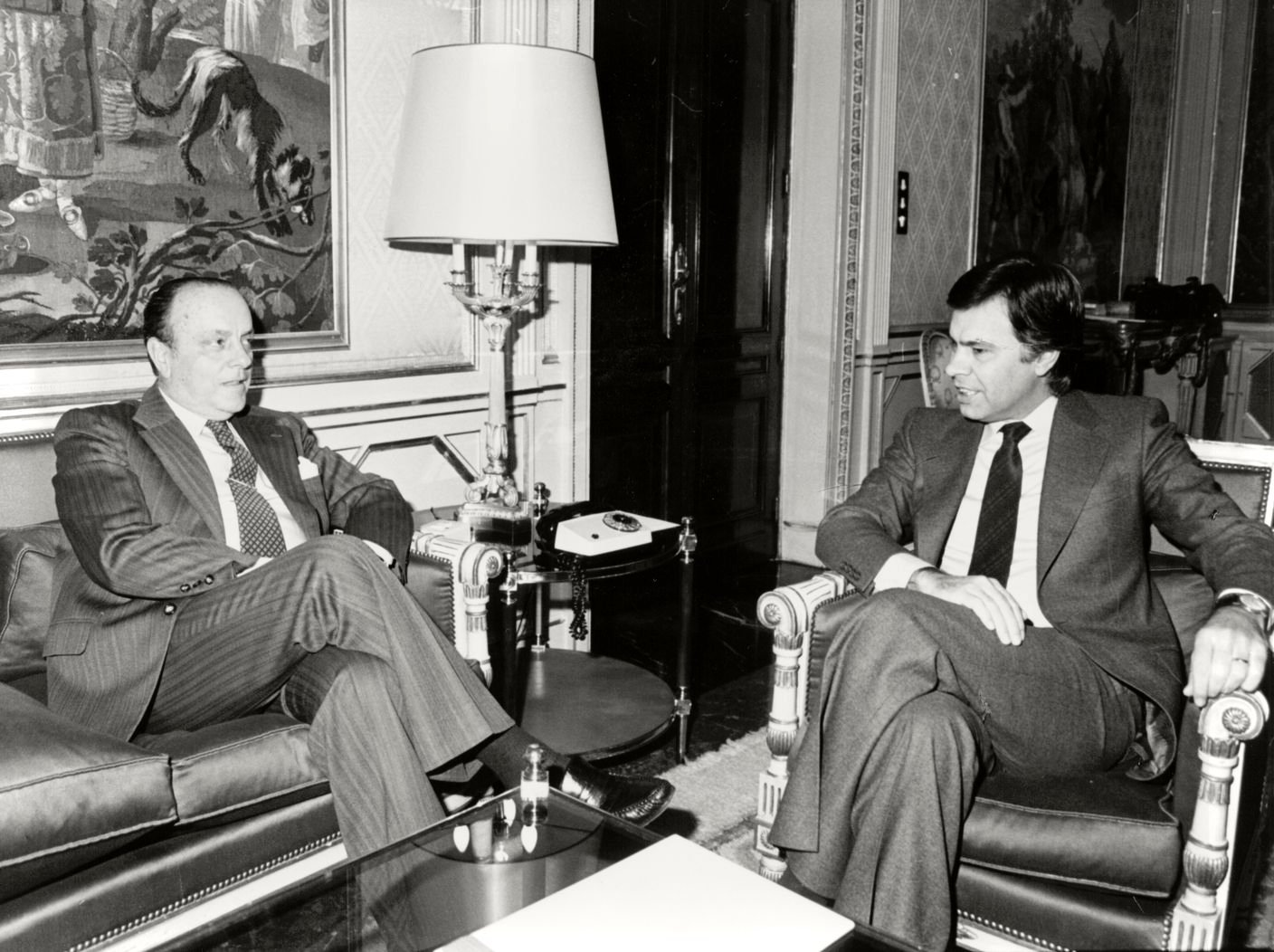
El jefe de la oposición, Manuel Fraga, con el presidente del Gobierno Felipe González en 1983.

Tras el hundimiento de la entonces gobernante Unión de Centro Democrático (UCD), Alianza Popular se coaligó con algunas de las ramas de UCD (Partido Demócrata Popular (PDP) y Partido Liberal (PL) y diversos partidos regionalistas de derechas (Unión Valenciana (UV), Unión del Pueblo Navarro (UPN) y el Partido Aragonés (PAR), Coalición Popular de cara a las elecciones generales de 1982. En ellas se presentó como Alianza Popular-Partido Demócrata Popular (AP-PDP), añadiendo las siglas del PAR, UV y UPN en sus respectivas comunidades; obtuvo 5 408 959 votos (25,70 %) y 105 diputados. En el País Vasco se presentó coaligado también con UCD, obteniendo un diputado más. En total, 106 diputados, lo que la convirtió en el primer partido de la oposición. En el Senado logró 54 escaños, 51 más que Coalición Democrática. De dichos resultados de la coalición 84 diputados y 41 senadores pertenecían a AP, 14 diputados y 10 senadores al PDP, dos diputados y un senador a UPN, dos diputados y dos senadores al PAR, dos diputados a UV y dos diputados liberales independientes que luego formarían Unión Liberal y se integrarían en el Partido Liberal.
En el referéndum sobre la permanencia de España en la OTAN celebrado en 1986, AP propugnó la abstención o el voto en blanco. En diciembre de ese mismo año, y tras el fracaso de Alianza Popular en las elecciones autonómicas del País Vasco celebradas el mes anterior, Manuel Fraga Iribarne presentó su dimisión como presidente de Alianza Popular.
En el VIII Congreso de Alianza Popular, celebrado los días 7 y 8 de febrero de 1987 –el único de la historia del partido en que ha habido más de un candidato a regirlo–, Antonio Hernández Mancha, presidente del partido en Andalucía, se impuso con claridad en la disputa por la presidencia de Alianza Popular al hasta entonces vicepresidente y hombre fuerte del partido tras la dimisión de Manuel Fraga, Miguel Herrero de Miñón.

### Fundación
Tras la dimisión de Manuel Fraga, y las sucesivas victorias del Partido Socialista Obrero Español (PSOE) en las elecciones generales de 1982 y 1986, Alianza Popular entró en una profunda crisis. Fraga retomó entonces provisionalmente las riendas del partido para pilotar su refundación. En el IX Congreso —celebrado en enero de 1989— se constituyó el Partido Popular, que afianzó los rasgos neoliberales de AP y redujo hasta cierto punto los rasgos conservadores. Fraga fue el primer presidente del Partido Popular, con Francisco Álvarez-Cascos como secretario general.
En efecto, el concepto de partido político y, en especial, la palabra «partido», habían despertado y mantenido una fuerte repulsión durante el franquismo, siendo ampliamente denostados y perdurando incluso hasta bien entrado el tardofranquismo a principios de 1975. De ahí que el denominado Partido Popular naciera como alianza, para evitar susceptibilidades conceptuales.
Poco después, el 4 de septiembre de 1989, José María Aznar (entonces presidente de la Junta de Castilla y León) fue elegido candidato a las elecciones generales, a propuesta del propio Fraga. En abril de 1990, Aznar fue elegido presidente del partido. Fraga, al poco tiempo, fue nombrado presidente fundador del PP.

### Gobiernos de José María Aznar (1996-2004)

#### VI Legislatura

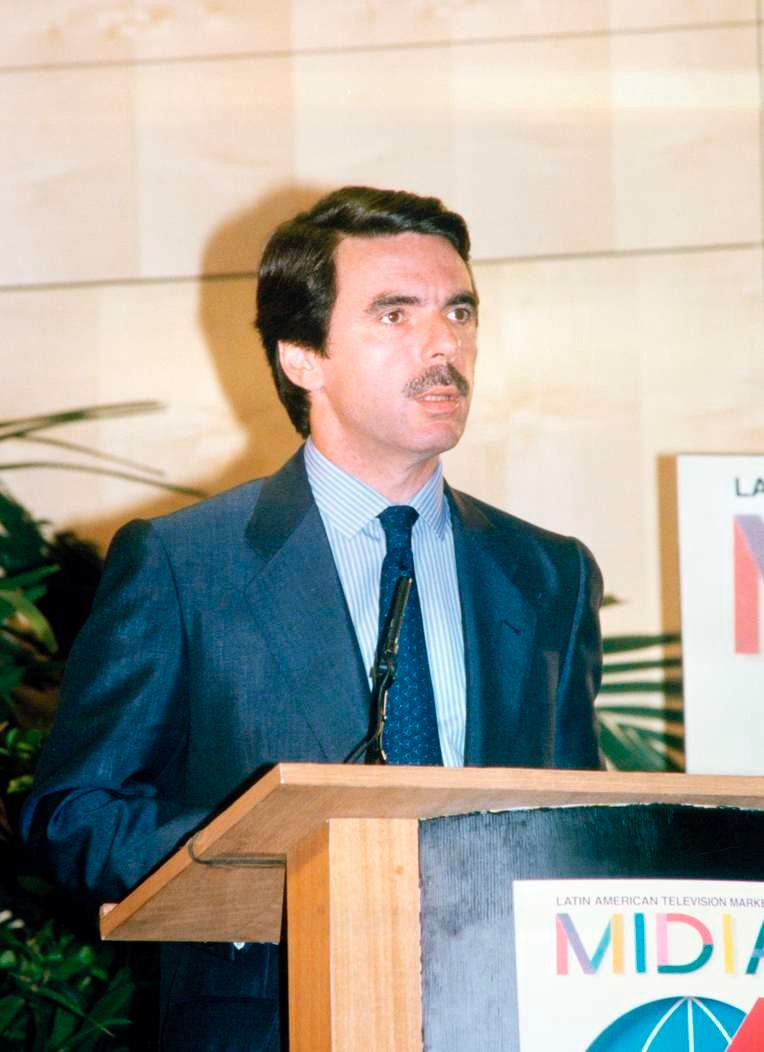
Aznar en 1996.

El PP ganó por primera vez con mayoría simple las elecciones generales de 1996, presentándose conjuntamente con Unión del Pueblo Navarro y el Partido Aragonés, obteniendo 9 716 006 (el 39,18 % del total de votos) y 156 escaños. Después de las elecciones, José María Aznar fue investido presidente del Gobierno con 181 votos a favor, superando la mayoría absoluta (176), con el apoyo de los 16 diputados de Convergència i Unió, los cinco del Partido Nacionalista Vasco y los cuatro de Coalición Canaria.
El Partido Popular accedió al poder tras la V legislatura socialista de 1993-1996, heredando una situación política delicada tras los escándalos de Banesto, el de KIO, Grand Tibidabo, Filesa, Ibercop, el de Gabriel Urralburu en Navarra y el de Manuel Oller en Andalucía, el del director general de la Guardia Civil Luis Roldán y el del gobernador del Banco de España. Y una economía con grandes problemas, 3 279 600 parados (alrededor del 20,04 % de la población activa) en el primer trimestre de 1996, último del Gobierno de Felipe González.

##### Economía
Las primeras medidas a tomar del nuevo gobierno se basaron en la liberalización de la economía, reducir el déficit público e intentar el cumplimiento de las condiciones impuestas en el Tratado de Maastricht para lograr la entrada de España en el primer grupo de países en adoptar el euro. A mediados de 1996 solo se cumplía la referida a los tipos de interés, quedaban por cumplir las exigencias con respecto a la inflación (menos de un 2,7 %) el tipo de interés a largo plazo (inferior al 7,8 %), el déficit de las administraciones públicas (menos del 3 %) y la deuda pública (menor del 60 %). España finalmente tras cumplir todas las condiciones, ingresó en el grupo de cabeza de los países del euro en diciembre de 1997.
Basándose en estos objetivos se contuvo el gasto público reduciendo el déficit de las Administraciones Públicas del 6,6 % en 1996 al 1 % del PIB en 2000, se congelaron las retribuciones en el sector público, se frenó el aumento de los presupuestos que a partir de entonces en diferencia a la gestión socialista crecería por debajo del crecimiento real de la economía. Se introdujeron importantes medidas de liberalización iniciadas en 1996, se sometió la actividad profesional de las «profesiones colegiadas» a la legislación sobre competencia y se impuso la liberalización de precios. Se liberalizó el mercado de las telecomunicaciones, se reguló la televisión por cable y se liberalizó la telefonía móvil. El Partido Popular intentó modificar la ley restrictiva del comercio promulgada por el gobierno del PSOE en 1985, pero no se llevó adelante al no contar con el apoyo de CiU. Se iniciaron medidas de liberalización del suelo, buscando la calificación del suelo no urbanizable que se determinase solo en función de criterios medioambientales y paisajísticos. Una sentencia del Tribunal Constitucional, tras un recurso del PSOE, lo impidió.
Se privatizaron numerosas empresas públicas, como Argentaria, Enagás, Repsol, Endesa y Telefónica en un primer grupo, muchas de las cuales generaban gastos, si bien otras funcionaban de manera satisfactoria. Posteriormente se privatizarían las empresas que todavía eran totalmente públicas en su totalidad, Aceralia, Tabacalera y finalmente Iberia o Santa Bárbara, reduciendo la participación bursátil del Estado en la capitalización del mercado español del 10,87 % en 1996 al 0,52 % en 2004 (Balance general SEPI MEH). En 1999 se llevó a cabo una reforma fiscal rebajando el Impuesto sobre la Renta en un 13,7 % de media; debido a ello cinco millones de personas dejaron de presentar declaración. La oposición criticó la reducción de la carga fiscal y las privatizaciones.
Durante la primera legislatura la tasa anual del crecimiento del producto interior bruto fue del 4,2 % 1997-1999 y 4,1 % en 1999-2000.

##### Eliminación del servicio militar obligatorio
Durante esta legislatura, en cumplimiento del acuerdo alcanzado con Convergència i Unió y pese a no haberlo llevado en el programa electoral para las elecciones generales de 1996, el gobierno promulgó la Ley 17/1999, de 18 de mayo, de Régimen del Personal de las Fuerzas Armadas, por el cual se suspendería el servicio militar obligatorio (SMO, conocido como la «mili») el 31 de diciembre del año 2002. Más tarde, el Real Decreto 247/2001, de 9 de marzo, adelantó la suspensión de la prestación del servicio militar al 31 de diciembre de 2001, y el Real Decreto 342/2001, de 4 de abril, suspendió la prestación social sustitutoria del servicio militar el mismo día que el SMO. En 1996, 145 940 jóvenes tuvieron que realizar el servicio militar obligatorio.

##### Enfrentamiento PNV-PP
Durante el primer año de gobierno popular, se transfirieron nuevas competencias al Gobierno Vasco, favoreciendo un aparente entendimiento entre PNV y PP que tuvo como representación la buena relación entre Álvarez-Cascos y Xabier Arzalluz, aunque con discrepancias en la política antiterrorista, fruto de numerosas críticas de los miembros del Partido Popular del País Vasco.[cita requerida]
Un año después del nacimiento del espíritu de Ermua el PNV negocia secretamente con Euskadi Ta Askatasuna (ETA) una tregua, que se iniciaría el 18 de septiembre de 1998. Estos hechos motivaron la rotura del apoyo mutuo entre PNV y PP, rompiéndose los pactos de gobierno conjuntos en el País Vasco como el del ayuntamiento de Bilbao. La pérdida del apoyo del PNV en el Congreso no tuvo consecuencias directas, puesto que el PP siguió contando con el apoyo de CiU y CC, en total 176 escaños. Durante 1998 y 1999, en el tiempo que duró la tregua de ETA, se acercaron 135 presos de la banda a cárceles vascas, y se mantuvo una reunión entre representantes del gobierno y ETA en Zúrich. Una vez finalizado el proceso ETA inició una ofensiva contra ediles y cargos públicos del PP. En enero de 1999, Álvarez-Cascos abandona la secretaría general del partido en favor de Javier Arenas.
Como consecuencia directa de la nueva estrategia seguida por el PNV, PP y PSE-EE iniciaron una nueva etapa de entendimiento en el contexto vasco. La controversia y enfrentamiento entre PNV y PP y PSE-EE influiría notablemente en la vida política española, llegando al clímax de confrontación en las elecciones autonómicas vascas de 2001, en las que Jaime Mayor Oreja sería candidato a lehendakari, dejando su puesto como ministro de interior. En las elecciones autonómicas del País Vasco de 2001 el Partido Popular obtuvo 19 escaños, sus mejores resultados en unas elecciones autonómicas vascas.

##### Política antiterrorista (1996-1999)
Jaime Mayor Oreja, originario del País Vasco, fue el ministro del Interior durante la primera legislatura del PP. Durante su gestión se desarticularon numerosos comandos etarras, y a partir de 1998 se inició un nuevo frente contra ETA. Las operaciones policiales se dirigieron no solo a la detención y desarticulación de la «mano ejecutora» de asesinatos, secuestros y extorsiones, sino que se ampliaron hacia la investigación de todo el entorno y las estructuras «legales» de las que ETA se nutría y en las que se apoyaba para continuar con su actividad violenta. Como ejemplo, cabe citar la detención de once personas y los más de veinte registros de viviendas y empresas de Guipúzcoa y Vizcaya,[cita requerida] vinculadas a empresas de la coordinadora KAS, a través de las cuales se daba cobertura legal al movimiento financiero de la banda terrorista.

#### VII Legislatura
Las elecciones generales de 2000 las gana el Partido Popular por amplia mayoría con 183 escaños frente a los 125 del PSOE.

##### Política antiterrorista (2000-04)

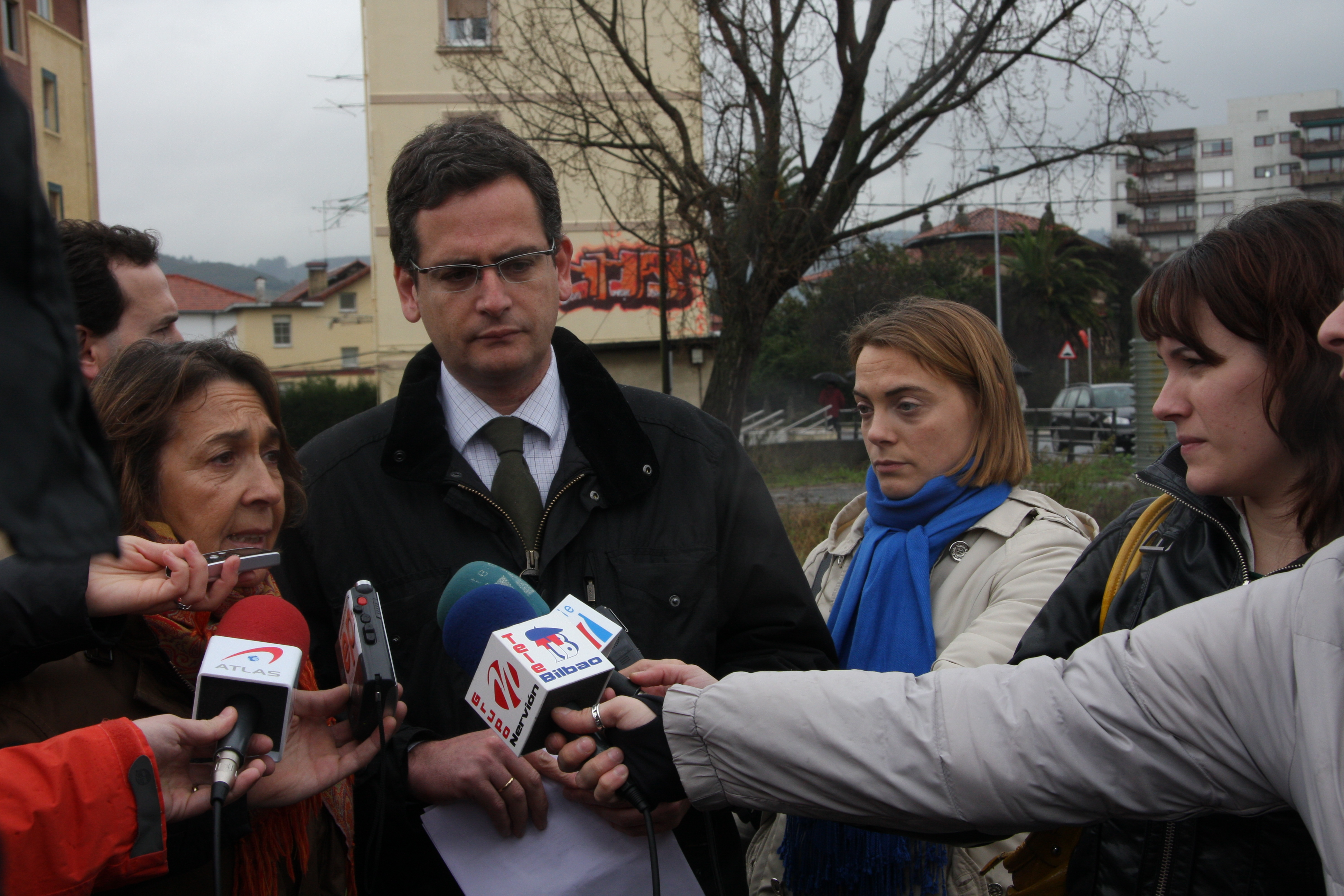
Antonio Basagoiti, presidente del Partido Popular del País Vasco durante una visita a Algorta, en la precampaña de las elecciones al Parlamento Vasco de 2009.

Se produjo un aumento de las ayudas a víctimas del terrorismo de 2 350 494 € en 1996 a 19 857 102 €.[cita requerida]
En 2000, y a propuesta del secretario general del PSOE, José Luis Rodríguez Zapatero, PP y PSOE firmaron el denominado Pacto por las libertades y contra el terrorismo, que excluía los asuntos relacionados con el terrorismo del debate político entre ambas formaciones.
En 2002, se ilegalizó Batasuna, así como Segi y Jarrai. Progresivamente el número de muertos por terrorismo etarra disminuyó gradualmente hasta no producirse ningún muerto desde junio de 2003 hasta más allá del final de la legislatura.

##### Distanciamiento PP-CiU
Durante esta legislatura se produjo un distanciamiento entre el PP y Convergència i Unió, pese a lo cual esta última aprobó los Presupuestos Generales del Estado para los años 2001, 2002 y 2003.

##### Sucesión
El 30 de agosto de 2003 Aznar confirmó su compromiso anunciado años atrás de no continuar como presidente del partido. A propuesta suya, el Comité Ejecutivo del Partido y la Junta Directiva Nacional eligieron al entonces vicepresidente del Gobierno, Mariano Rajoy, para ser candidato a la Presidencia del Gobierno de España y Presidente del partido.

##### Desgaste
Es en esta última etapa donde el gobierno dirigido por Aznar sufre un mayor desgaste fruto de la presión de la oposición de izquierdas y nacionalista en torno a sucesos como la reforma laboral (que fue objeto de una huelga general), el hundimiento del petrolero Prestige (véase Nunca Máis) o la Guerra de Irak (véase Manifestaciones contra la invasión de Irak de 2003).

##### Educación
Se aumentó el gasto público de 14 403 millones de euros en el curso 1995/1996 a 23 469 millones de euros en el curso 2003/2004, suponiendo un aumento del 1,4 3% del total del gasto público (fuente: EGPE (MEC).

##### Inmigración
Durante las legislaturas del Gobierno del Partido Popular se adoptaron nuevas medidas para regular la inmigración irregular, como fomentar los acuerdos de repatriación y convenios internacionales relativos a control de flujos migratorios de 3 en 1996 a 25 en 2004 (Dato MIN) con los países africanos; también se aumentó el número de plazas en centros de internamiento de inmigrantes de 552 a 2622 en 2002 (Dato MIN). En todo caso, el número de inmigrantes empadronados creció de 542 314 en 1996 a 3 034 326 en 2004.

##### Política judicial y legislativa
La oposición le reprochó al gobierno popular la creación de leyes ad hoc para determinados colectivos, grupos de interés económico y personas concretas, como por ejemplo, el Real Decreto-Ley 3/2000 que estableció la desfiscalización de terminadas operaciones realizadas en el régimen especial de tenencia de valores extranjeros o la creación de un artículo para los que promuevan referéndums ilegales.

### VIII legislatura (2004-2011): Vuelta a la oposición

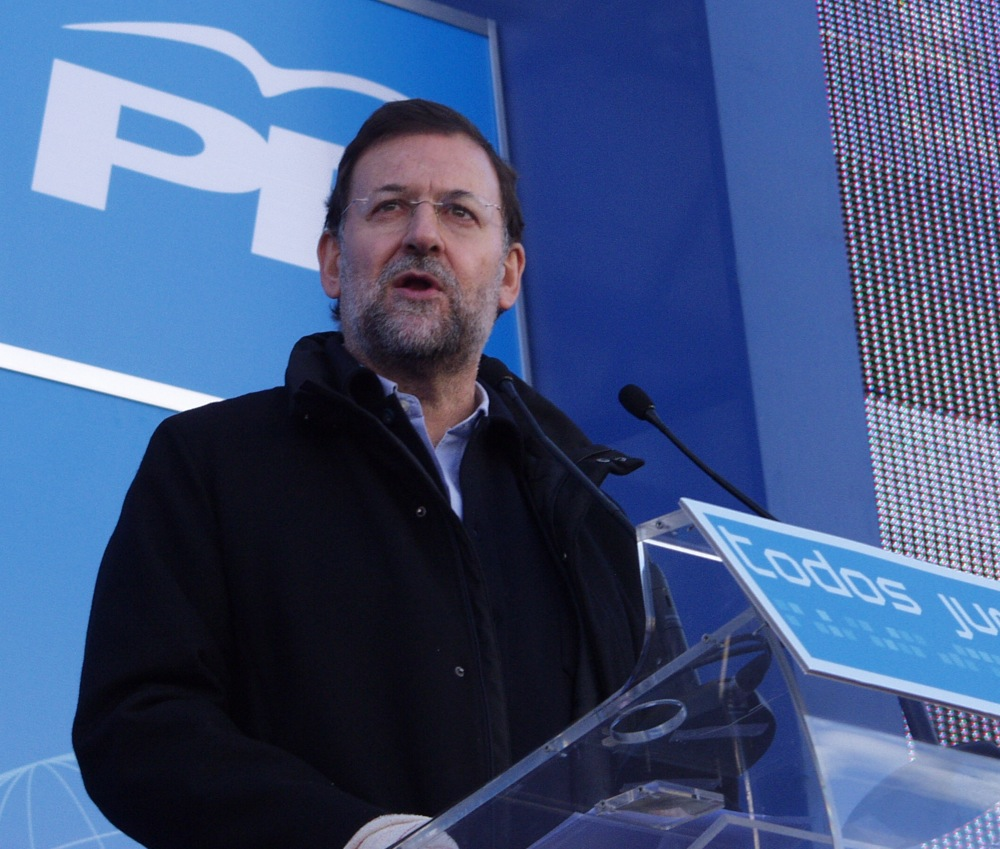
Mariano Rajoy durante un mitin en Madrid (diciembre de 2005).

En las elecciones de 2004, celebradas tres días después de los atentados terroristas del 11-M en Madrid, Mariano Rajoy fue derrotado en las urnas por el candidato del PSOE José Luis Rodríguez Zapatero. Entre los tres días que acontecieron entre los atentados y la victoria socialista, se acusó y se acusa aún hoy en día, a varios miembros del entonces gobierno popular de declarar en varias ocasiones que había indicios para pensar que ETA había colaborado a cabo la matanza. Mientras tanto, en pleno día de reflexión electoral, se celebraron manifestaciones ante sus sedes acusándoles de mentir, hecho que no fue condenado por la Junta Electoral Central ni por los demás partidos. Posteriormente, tras avanzar la investigación, se descubrió la implicación de una célula islamista radical en el atentado. En tan agitados comicios, el PP obtiene 148 diputados con el 37,71 % de los votos frente a los 164 del PSOE con el 42,59 %.
El PP fue partido mayoritario de la oposición parlamentaria, con Rajoy como jefe de la oposición. Se fue progresivamente desmarcando de los acuerdos con otras fuerzas políticas, sean de una u otra ideología, y en ocasiones marginado, como ocurrió desde finales de 2003 con el Pacto del Tinell, en asuntos como la reforma de la justicia o en las conclusiones de la Comisión del 11-M. Incluso en el Senado, donde el Partido Popular tenía mayoría simple, fue elegido un presidente de cámara socialista. Su política exterior fue revertida y sus proyectos estrella paralizados o suprimidos, como el Plan Hidrológico Nacional o la Ley de Calidad de la Enseñanza. El 13 de septiembre de 2006, también Artur Mas, jefe de CiU, se comprometía, y en este caso ante notario, a no pactar con el PP, debido a la oposición del PP al nuevo estatuto de autonomía de Cataluña. El Partido Popular mostró su rotundo rechazo a la designación en el preámbulo a Cataluña como nación, la capacidad para blindar las competencias del estado en Cataluña, la creación de un órgano judicial dependiente de la Generalidad de Cataluña, una agencia tributaria propia y lo que ellos vieron como una marginación del castellano en los derechos lingüísticos.
La VIII legislatura de España se caracterizó por sus frecuentes roces con el PSOE, sobre todo respecto al diálogo político con ETA, la inmigración, las Opas sobre Endesa y las reformas de los Estatutos de Autonomía de las comunidades autónomas, en especial el Estatuto de autonomía de Cataluña de 2006.
El PP apoyó también varias manifestaciones organizadas por distintas organizaciones y asociaciones como la AVT o el Foro Español de la Familia intentando reproducir así la estrategia de movilización de sus bases que tanto éxito había dado, según algunos, a la izquierda en la anterior legislatura. El 10 de marzo de 2007 fue este partido el convocante de una manifestación multitudinaria para protestar contra la excarcelación del etarra De Juana Chaos. En el contexto de esta estrategia de la crispación, diversos medios de comunicación y personas vinculadas al Partido Popular —como los periódicos Libertad Digital y El Mundo, la cadena de radio COPE o diputados como Jaime Ignacio del Burgo— se mostraron en extremo partidarios de las desacreditadas teorías de la conspiración del 11M.
Por su parte, las tensiones entre los militantes de ambos partidos se han recrudecido, como demuestran las agresiones sufridas por Ángel Acebes y Josep Piqué por parte de miembros de las Juventudes Socialistas en Martorell y la del «caso Bono», debido a la detención de militantes del PP en relación con una supuesta agresión al entonces ministro de Defensa José Bono.
En marzo de 2006 el Partido Popular celebró una Convención Popular en Madrid, comenzando a elaborar documentos-base de cara a las elecciones municipales y autonómicas de 2007. En marzo de 2007 el Partido Popular anunció que dejaría de atender a los medios pertenecientes al Grupo Prisa (el diario El País y la Cadena SER, entre otros) debido a unas declaraciones de su presidente, Jesús de Polanco, en las que criticaba la actitud de este partido en el periodo posterior a su derrota de 2004, sin embargo tras la muerte de Polanco, el 26 de septiembre de 2007, Mariano Rajoy concedió la primera entrevista a Cuatro, perteneciente al Grupo Prisa.
En mayo de 2007 el Partido Popular vuelve a ser el partido más votado a nivel nacional en las elecciones municipales, superando al PSOE en algo más de 165 000 votos.

### IX Legislatura (2008-2011)
Los resultados de las elecciones generales de 2008 dieron como vencedor al Partido Socialista Obrero Español, que obtuvo 169 escaños al Congreso de los Diputados (cinco más que en 2004) y un 43,87 % de votos, frente al Partido Popular que obtuvo 154 diputados (seis más que en 2004) y un 39,94 % de votos.
Tras este segundo fracaso consecutivo, diversos medios afines (como la cadena de radio COPE o el diario El Mundo) pusieron en tela de juicio la continuidad de Mariano Rajoy como jefe del partido y de la oposición. No obstante, el propio Mariano Rajoy clarificó su continuidad mediante la convocatoria de un congreso del partido en junio de este mismo año, donde anunció que se presentaría a la reelección. Durante las siguientes semanas, y especialmente a partir del nombramiento de Soraya Sáenz de Santamaría como portavoz del Partido Popular en el Congreso de los Diputados, se abrió una agria disputa entre estos medios, junto a otros partidarios de la Presidenta de la Comunidad de Madrid Esperanza Aguirre, y el entorno de Mariano Rajoy. Tales roces condujeron a un fuerte conflicto interno, destacado por la renuncia, separación o desafección de significados personajes del partido, como Eduardo Zaplana, Ángel Acebes o María San Gil, en un creciente clima de crispación fratricida alentada en parte por estos mismos medios.

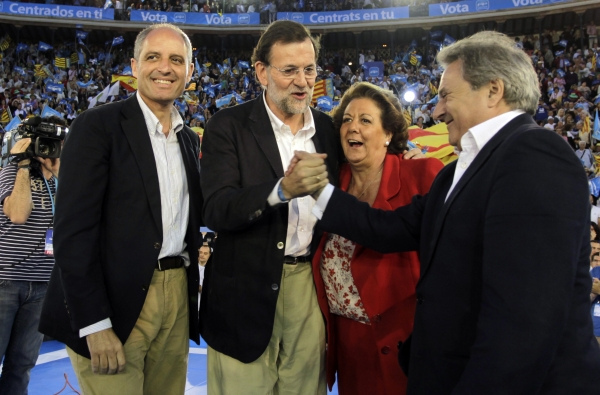
Mariano Rajoy es respaldado por diferentes figuras del Partido Popular de la Comunidad Valenciana poco antes del congreso en que resultaría reelegido.

El XVI Congreso del PP se celebró en Valencia los días 20, 21 y 22 de junio de 2008, y Rajoy resultó reelegido como presidente del PP con el 84 % de los votos válidos de los compromisarios electos.
En este congreso se aceptó una enmienda propuesta por Alejo Vidal-Quadras, Santiago Abascal y otros, respecto de la línea política a desarrollar por su partido en relación con los partidos nacionalistas, que recogía la «necesidad de una reforma constitucional que fortalezca el Estado y cohesione la nación, así como de una nueva estrategia de pactos en virtud de la cual el Partido Popular buscará de manera preferente la estabilidad parlamentaria tanto a nivel nacional como autonómico mediante acuerdos con el PSOE y no con los nacionalistas», llegando incluso a afirmar en 2009 que el único modo de conservar la unidad nacional es a través de la eliminación de las nacionalidades de la Constitución.
Esta enmienda a la línea política fue el fundamento del apoyo del PP al PSOE en el Parlamento Vasco tras las elecciones de 2009, aunque en Cataluña no ocurrió lo mismo pues el PSC permitió la investidura de Artur Mas (CiU no alcanzó la mayoría absoluta en el Parlament tras las elecciones de 2010), mientras el PPC permitió que CiU aprobara sus Presupuestos en el Parlament hasta la convocatoria de nuevas elecciones en noviembre de 2012.
En octubre de 2008, la Agencia Española de Protección de Datos sancionó al PP con una multa de 60 101,21 euros por una infracción grave de la Ley Orgánica de Protección de Datos de Carácter Personal consistente en la inclusión, sin su consentimiento, de cuatro vecinos de El Grove como «falsos voluntarios» de las listas de las elecciones del País Vasco de mayo de 2007.
En octubre de 2008, como consecuencia de una serie de disputas, el Partido Popular anunció la ruptura del pacto de 1991 con Unión del Pueblo Navarro, para refundar su propia organización en esta comunidad autónoma donde venían gobernando desde 1996.
El 7 de junio de 2009, el PP ganó las elecciones al Parlamento Europeo con el 42,12 % de los votos (23 diputados) frente al 38,78 % (21 diputados) obtenido por el PSOE.
A lo largo de 2009, varios cargos del Partido Popular en diferentes provincias españolas fueron detenidos por cargos relacionados con la corrupción política. Desde el Partido Popular se lanzó una contracampaña asegurando que tales detenciones constituían en realidad un caso de persecución gubernamental. Estas acusaciones de corrupción se plasmaron en el denominado Caso Gürtel.
También saltó durante 2009 el caso del presunto espionaje político en la Comunidad de Madrid. En dicho caso varios cargos del PP se vieron acusados de espionaje ilegal a sus propios compañeros de partido y a miembros de la oposición. El caso fue archivado posteriormente al no haberse probado la realidad de dichos seguimientos.

### Gobiernos de Mariano Rajoy (2011-2018)

#### X Legislatura

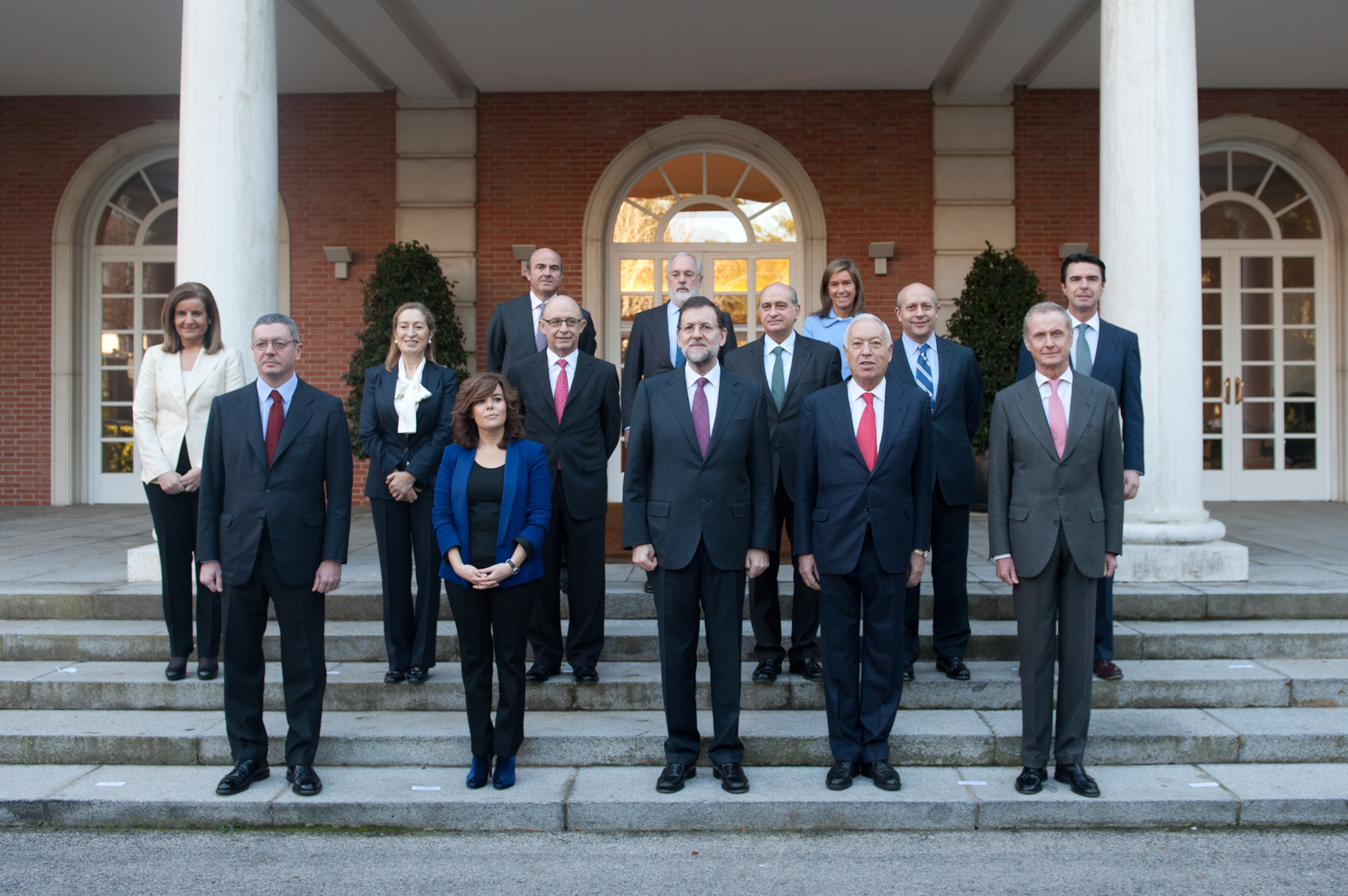
Rajoy posa ante los medios de comunicación en el Palacio de la Moncloa junto a los 13 ministros de su gobierno en diciembre de 2011

Como consecuencia de la crisis económica y de la actuación del gobierno durante la misma, se produjo un descalabro en las expectativas electorales del PSOE y un incremento de las del PP, algo que se confirmó el 20 de noviembre de 2011 en las elecciones generales anticipadas en que el PP logró una mayoría absoluta que le permitió acceder 8 años después al gobierno de la nación con Mariano Rajoy.

##### Economía
Nada más constituirse el nuevo gabinete, se acordaron medidas para reducir déficit público que superaba el 8 % del PIB, por encima del límite pactado por Rodríguez Zapatero con la Comisión Europea—que consistían en una reducción del gasto público en unos 8.900 millones de euros y una subida de impuestos del IRPF y el IBI. Además los sueldos de los funcionarios siguieron congelados, se disminuyeron las subvenciones a partidos políticos y sindicatos y se congelo el SMI.
El 10 de febrero de 2012 se presentó la reforma laboral  con el objetivo de frenar la destrucción de empleos y mejorar la economía del país, que fue duramente criticada por la oposición y los sindicatos por aspectos como el abaratamiento del despido.
A finales de julio de 2014, el Banco de España anunció que el PIB había subido un 0,5 % en el II trimestre, encadenándose cuatro trimestres consecutivos de crecimiento.
El XVII Congreso del PP se celebró en Sevilla el 18, 19 y 20 de febrero de 2012 y el XVIII en Madrid en febrero de 2017.

#### XII Legislatura

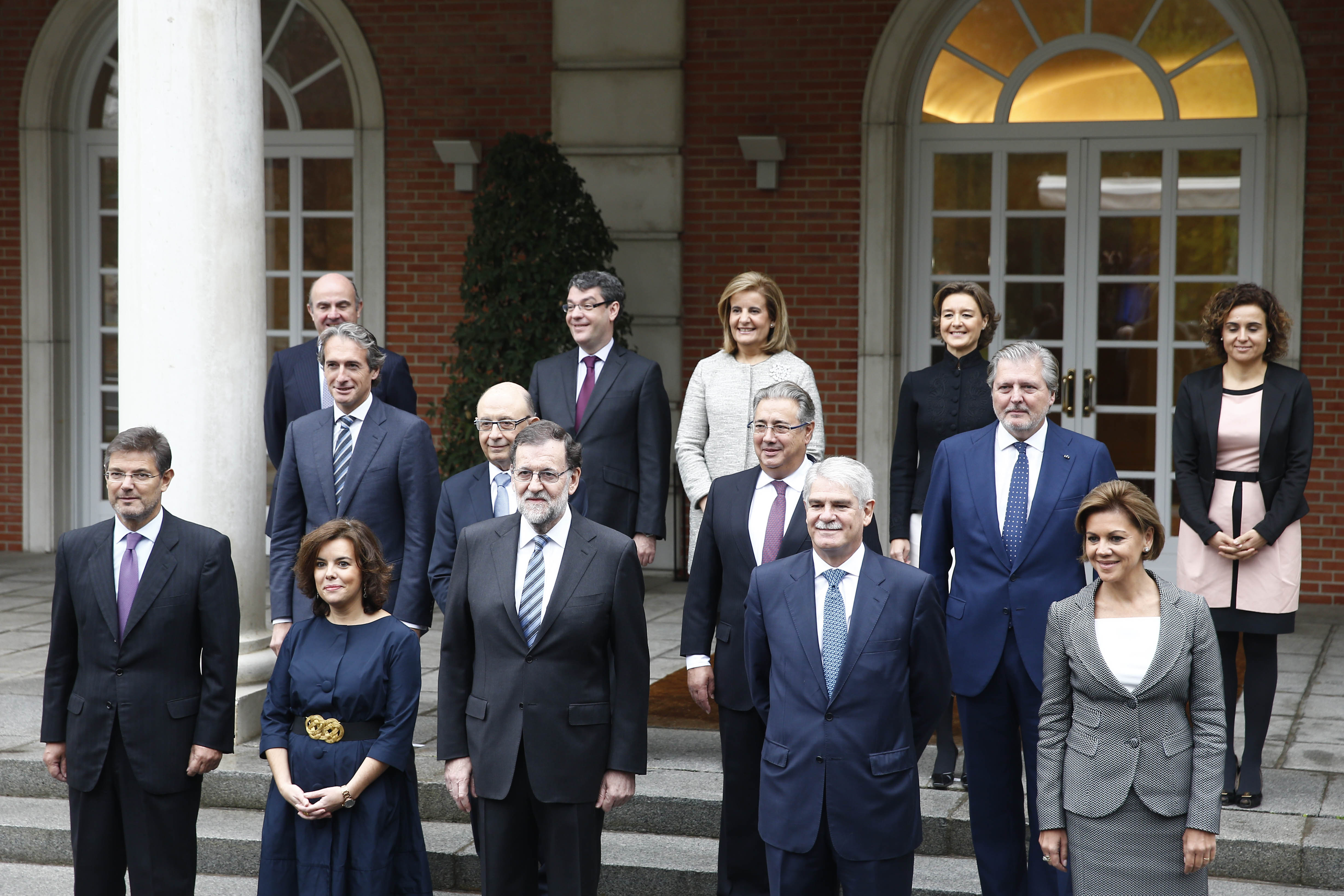
Rajoy posa ante los medios de comunicación en el Palacio de la Moncloa junto a los ministros de su gobierno en noviembre de 2016

Después de que el Partido Popular ganara por mayoría simple las elecciones generales de junio de 2016, el Congreso le otorgó su confianza a Rajoy como presidente del segundo Gobierno el 29 de octubre.

##### Desafío independentista

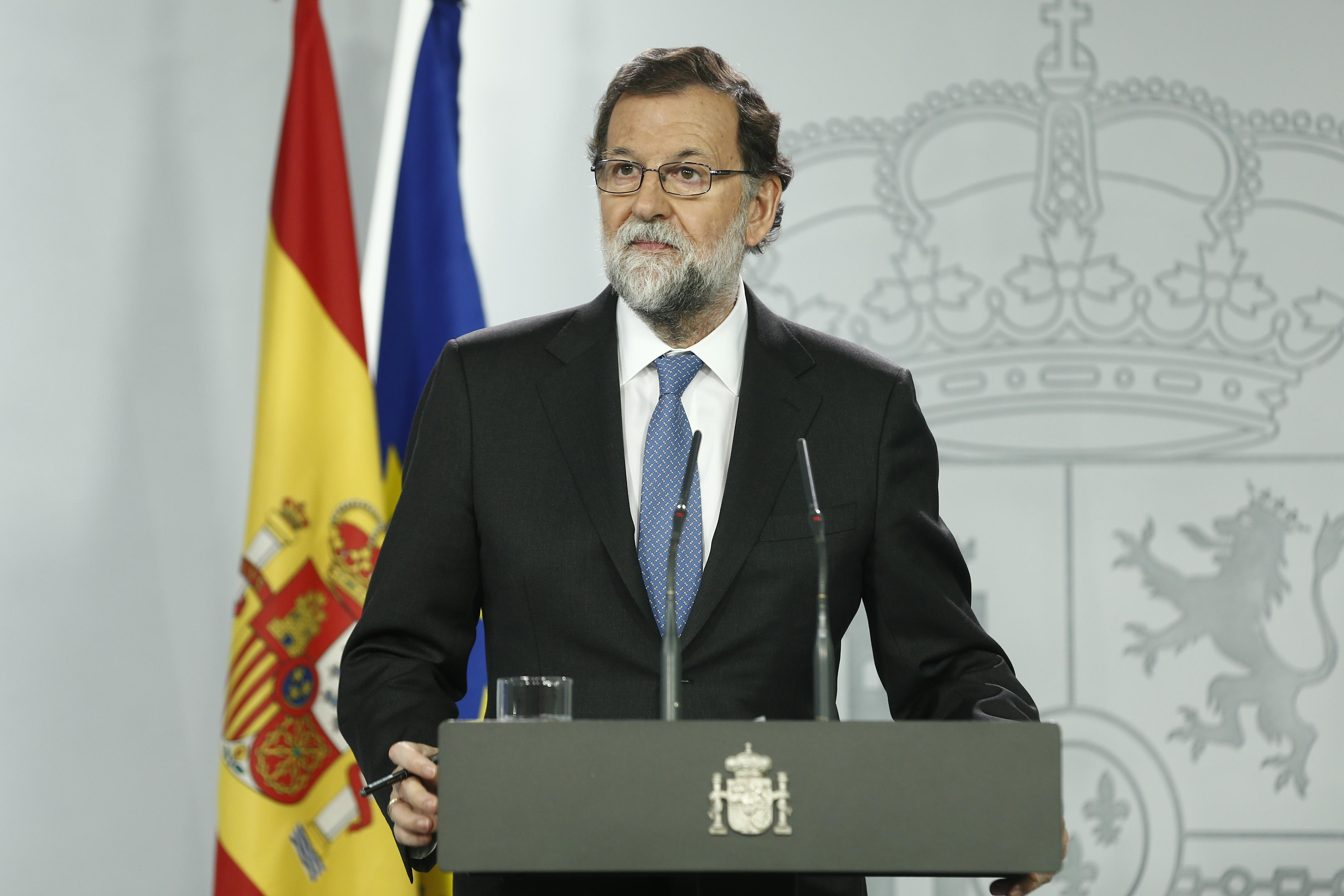
Rajoy durante su comparecencia en el Palacio de la Moncloa tras la declaración unilateral de independencia de Cataluña.

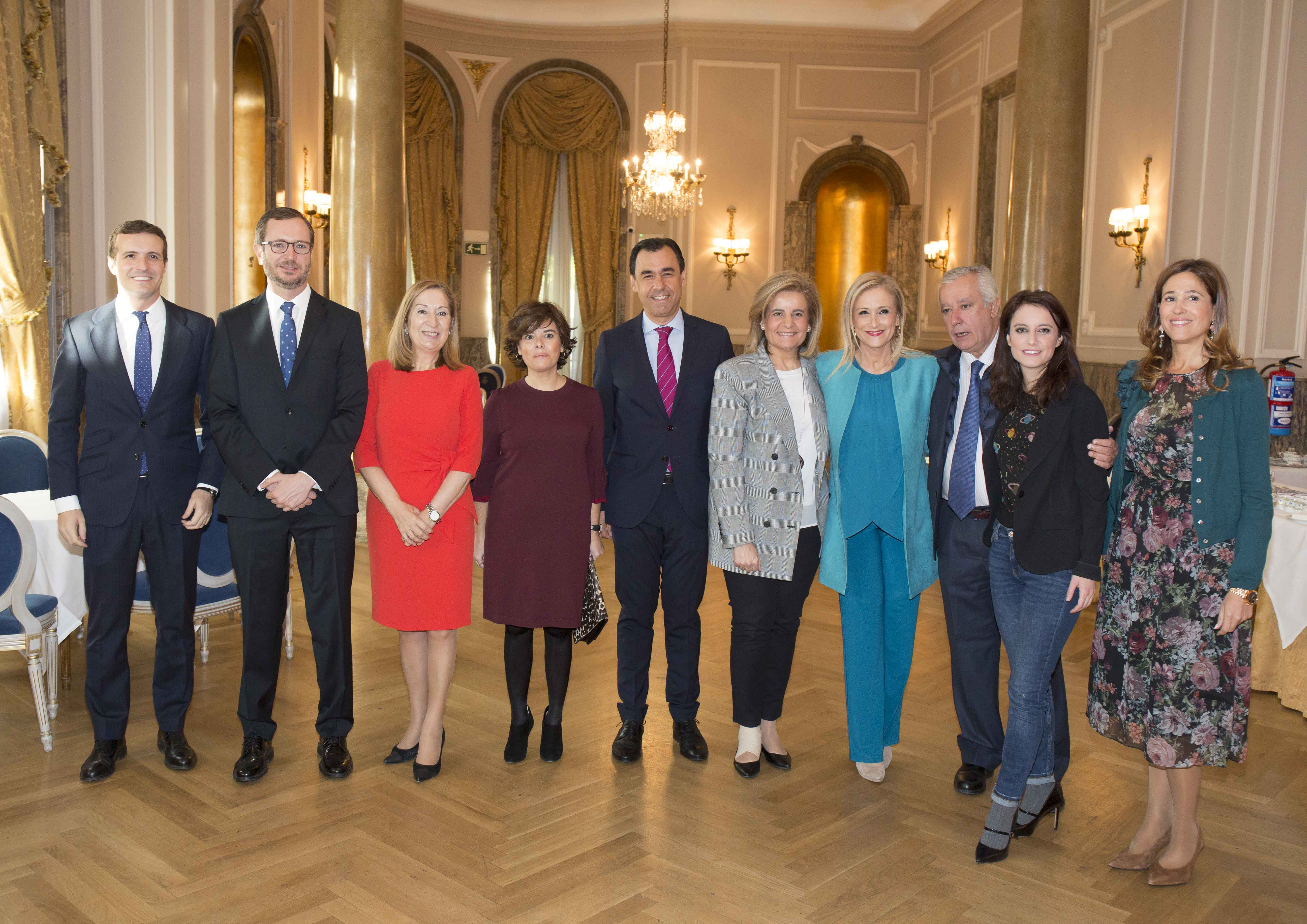
Nueva Economía Fórum las políticas del Partido Popular y la respuesta al desafío secesionista foto de 2017

El 1 de octubre de 2017, se desarrolló un referéndum sobre la independencia de Cataluña tras los votos a favor del 6 de septiembre de Junts pel Sí y la CUP, y la abstención de Catalunya Sí que es Pot en la Ley del Referéndum, suspendida un día después por el Tribunal Constitucional. La jornada se calificó por algunos medios como «el mayor desafío a la que se enfrentó la democracia española» Las votaciones no tuvieron ninguna garantía jurídica ni se verificaron por ningún órgano independiente. Además, el 10 de octubre, el entonces presidente de Cataluña Carles Puigdemont compareció para hacer una declaración unilateral de independencia.
Tras todo lo anterior, el 21 de octubre, Rajoy anunciaba que aplicaría el Artículo 155 de la Constitución española para intervenir la autonomía de Cataluña en la que se cesó a todo el gobierno de la Generalitat y se convocó elecciones inmediatas para el 21 de diciembre de 2017.

##### Problemas judiciales
En mayo de 2018 la Audiencia Nacional condenó al PP como partícipe a título lucrativo de la trama Gürtel, entendiendo que la organización se enriqueció de la trama de corrupción «en perjuicio de los intereses del Estado».

##### Sucesión
El Gobierno de Rajoy cesó el 2 de junio de 2018 por la aprobación de la moción de censura contra Mariano Rajoy que invistió presidente del Gobierno a Pedro Sánchez en el Congreso de los Diputados. El XIX Congreso del PP celebrado el 20 y 21 de julio de 2018, fue elegido presidente Pablo Casado con el 57,21 % de los votos.

### Presidencia de Pablo Casado (2018-2022)

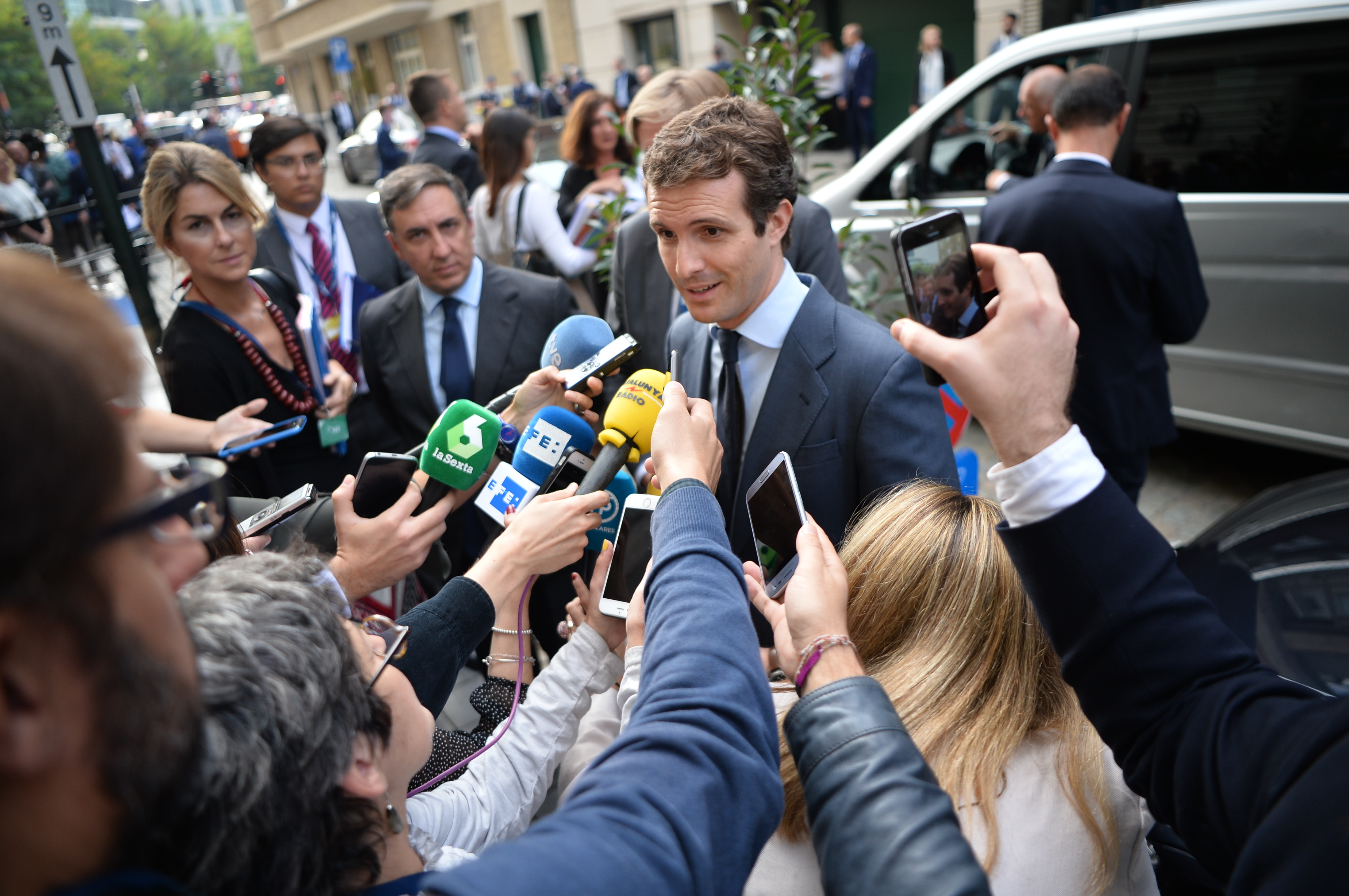
Pablo Casado atendiendo a los medios en Bruselas en 2018.

El 28 de abril de 2019, el Partido Popular obtiene sus peores resultados electorales en unas elecciones generales, con tan solo 66 diputados y 56 senadores.
En septiembre de 2019, Twitter anunció la expulsión de dicha red social de 259 cuentas de usuario vinculadas al PP, creadas en el contexto de las elecciones de abril de 2019, cuentas falsas dedicadas fundamentalmente al spam y a la redifusión de contenido para generar engagement. De forma análoga, Facebook e Instagram anunciaron el mismo día el cierre de otras 65 y 35 cuentas de usuario ligadas al PP, respectivamente, involucradas en actividades similares.
En las Elecciones al Parlamento de Cataluña de 2021 el PP cosecha los peores resultados de su historia en esta comunidad, obteniendo únicamente 3 escaños y siendo la última fuerza política con representación.
Tras las Elecciones a la Asamblea de Madrid de 2021, donde Isabel Díaz Ayuso ganó los comicios, quedándose a solo 4 escaños de la mayoría absoluta, comienza un período de tensiones y enfrentamientos entre ella y Casado, como ausencias en actos presididos por alguno de ellos; cruces de acusaciones en conferencias y congresos del partido, con declaraciones del presidente tales como que en el partido no cabían «personalismos» o «solismos»; como bloqueos en Whatsapp con algunos dirigentes.
En diciembre de 2021, el presidente de Castilla y León, Alfonso Fernández Mañueco, destituye a todos los consejeros de Ciudadanos, disuelve las Cortes y convoca elecciones para el 13 de febrero. Los motivos que argumentó al respecto fue un riesgo de «traición» por parte de Cs por la posibilidad de realizar una moción de censura y una negociación a sus espaldas de la formación naranja junto a PSOE y XAV. Aunque las encuestas le daban una amplia mayoría rozando la absoluta en el inicio de la precampaña, con el paso de los días las encuestas le acercaban más al PSOE. Finalmente los resultados le dieron una victoria por un margen de tres escaños sobre el PSOE.

#### Crisis del PP de 2022
Tras unos meses de enfrentamiento entre la presidenta de la Comunidad de Madrid, Isabel Díaz Ayuso, y la cúpula de PP nacional, el 16 de febrero de 2022 aparecen informaciones de un supuesto cobro (en forma de comisión) del hermano de Díaz Ayuso por gestiones de material sanitario y también de un supuesto espionaje a la familia de la presidenta por parte de Génova a través del Ayuntamiento de Madrid. La propia presidenta acusó en una comparecencia al día siguiente a la dirección nacional del PP de querer destruirla políticamente. Esa misma tarde comparecía el secretario general, Teodoro García Egea, para desmentir toda la información relacionada con el intento de espionaje al entorno de la presidenta; en dicha comparecencia, Egea informaba de la apertura de un expediente informativo sobre la actuación de la presidenta madrileña, que se cerraba al día siguiente dando por válida la documentación aportada por ésta. Pocas horas después, ese mismo día, dimitía Ángel Carromero, persona de confianza del alcalde de Madrid, José Luis Martínez-Almeida, tras desvelarse unos audios en los que uno de los detectives afirmaba haber sido contactado desde la Empresa Municipal de la Vivienda y Suelo.
Al día siguiente, el presidente Pablo Casado afirma en la cadena Cope que Díaz Ayuso deberá aportar toda la documentación necesaria para despejar dudas sobre su honorabilidad, cuestionando a la vez su honradez afirmando si «es lógico adjudicar una comisión a tu hermano en abril de 2020, cuando en España morían 700 personas a causa de la pandemia».
Esto desembocó en un auténtico cisma en el PP durante el cual barones, diputados y dirigentes populares pedían responsabilidades políticas y un cambio en la dirección, llegando a desmarcarse de la dirección y a presentar sus dimisiones de las responsabilidades en el aparato. El 22 de febrero se produce una cascada de dimisiones de altos cargos del partido y la exigencia por parte de la mayoría de barones territoriales y del Grupo Parlamentario Popular de la celebración de un Congreso Extraordinario, además de la petición de dimisión del secretario general, la cual se produjo ese mismo día. Pablo Casado accedió finalmente a convocar a la Junta Directiva Nacional el día 1 de marzo para poner en marcha un Congreso del PP extraordinario y Pablo Casado se comprometió a no presentarse a la reelección para seguir al frente del partido.

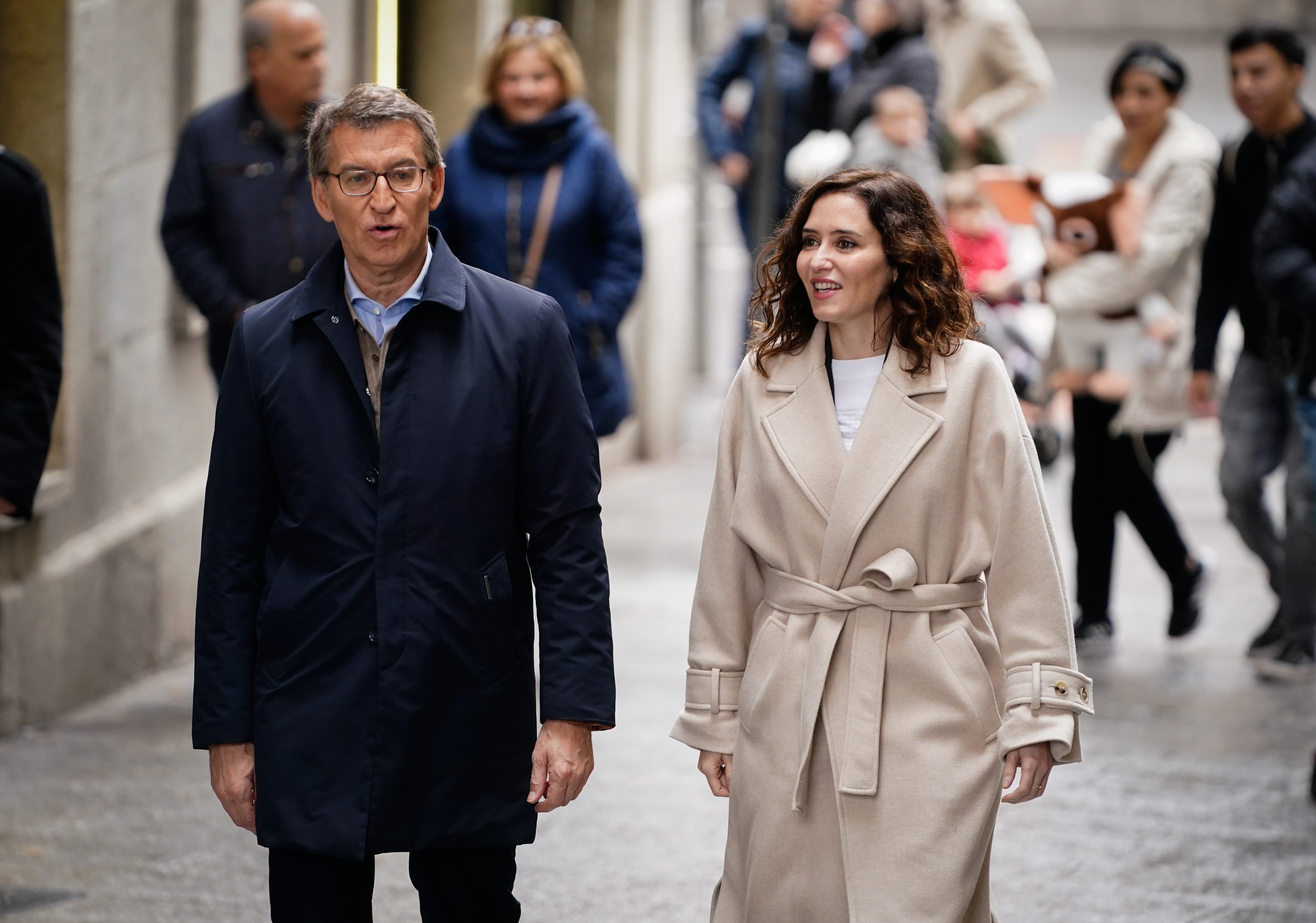
Alberto Núñez Feijóo junto a Isabel Díaz Ayuso.

Una vez convocado el XX Congreso del PP, el Presidente de la Junta de Galicia, Alberto Núñez Feijóo anunció su candidatura a la presidencia del PP. Núñez Feijóo, único candidato a dirigir el partido y con el beneplácito de todos los barones, fue elegido presidente del partido el 2 de abril de 2022 con el 98,35 % de los votos.

### Presidencia de Alberto Núñez Feijóo (desde 2022)
Empieza una época donde Feijóo busca a perfiles con experiencia, ministrables y técnicos en su equipo para volver a La Moncloa. Además Núñez Feijóo afirma querer retomar la política del entendimiento ofreciendo pactos de Estado al PSOE, en materias como Defensa, Educación, Economía, o planes como el de calidad institucional o el de medidas económicas urgentes. Rompiendo con la etapa Casado, se convoca rápidamente el congreso de la Comunidad de Madrid para la elección de Isabel Díaz Ayuso como presidenta.
En las elecciones al Parlamento de Andalucía de 2022, Moreno Bonilla consigue el mejor resultado de la historia del PP Andaluz, obteniendo mayoría absoluta con 58 escaños de 109.

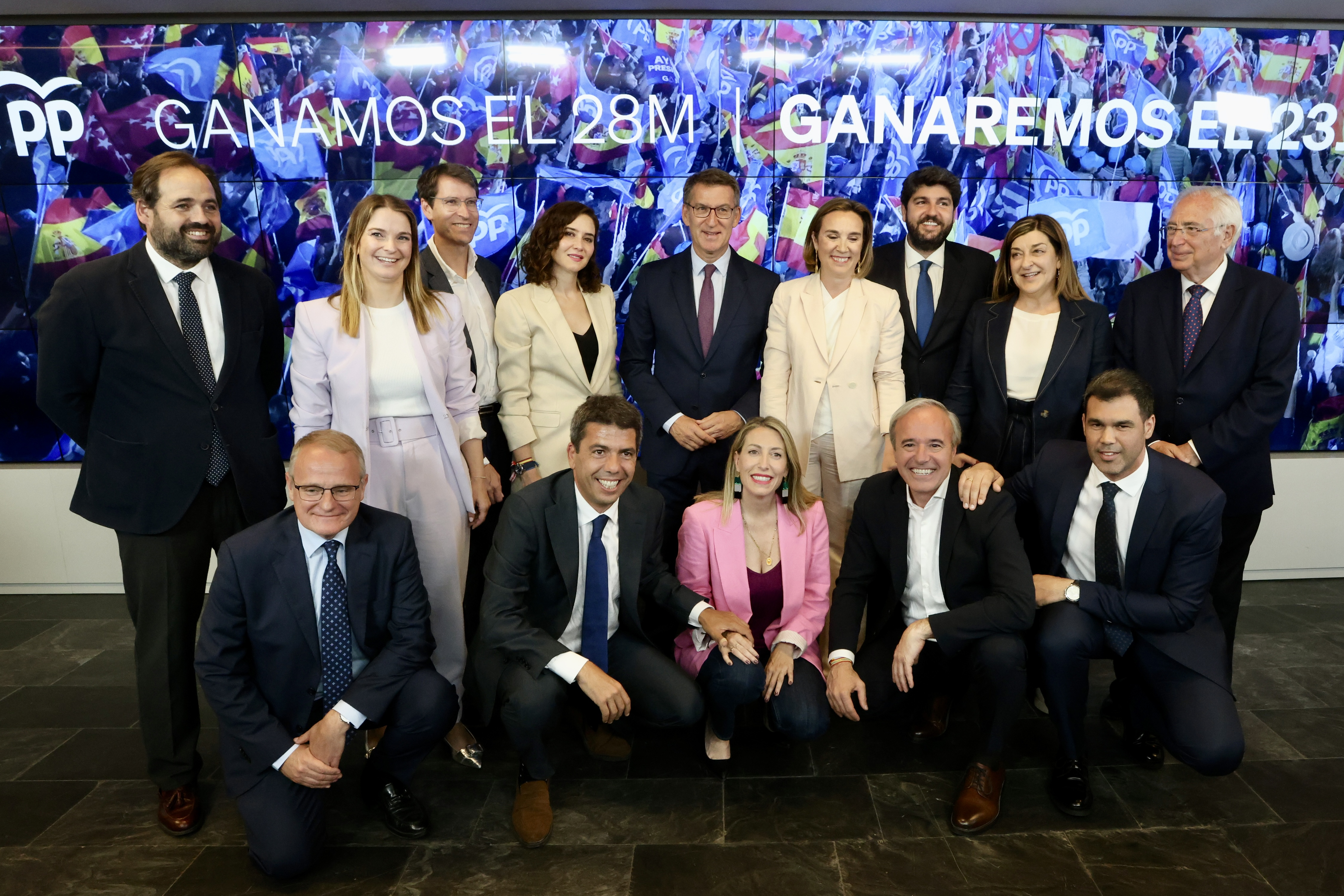
Junta Directiva Nacional del Partido Popular después de ganar las elecciones autonómicas y municipales del 28 de mayo.

En las elecciones autonómicas del 28 de mayo de 2023, el PP revalida gobiernos como Madrid, Murcia o Ceuta y consigue la mayoría de los gobiernos autonómicos previamente presididos por el PSOE como la Comunidad Valenciana o las Islas Baleares, consiguiendo el mayor peso territorial desde 1995, ya que, gobierna en doce de las diecisiete comunidades autónomas. La investidura de los candidatos del PP como presidentes autonómicos estuvo sujeta en seis casos al apoyo o la abstención de Vox. Además en las elecciones municipales del mismo día, el PP consigue las alcaldías de gran parte de las grandes ciudades, siendo el partido más votado a nivel nacional.
Debido a la debacle del PSOE y de la izquierda en general, Pedro Sánchez convoca elecciones generales adelantadas para el 23 de julio de 2023. El PP presenta a Alberto Núñez Feijóo como candidato a la presidencia del Gobierno para afianzar el cambio político. Las candidaturas presentadas por el PP consiguieron el 33% de los votos y 137 diputados, convirtiéndose en el partido más votado, superando al PSOE, que obtuvo el 31,7%. El Partido Popular consiguió unos 3 millones de voto nuevos respecto a las elecciones de noviembre de 2019, lo que equivale a un incremento de 47 diputados. Aunque, la gran mayoría de sondeos publicados no cumplieron su expectativas, ya que, otorgaban la mayoría absoluta a la derecha (a la suma de PP y Vox).

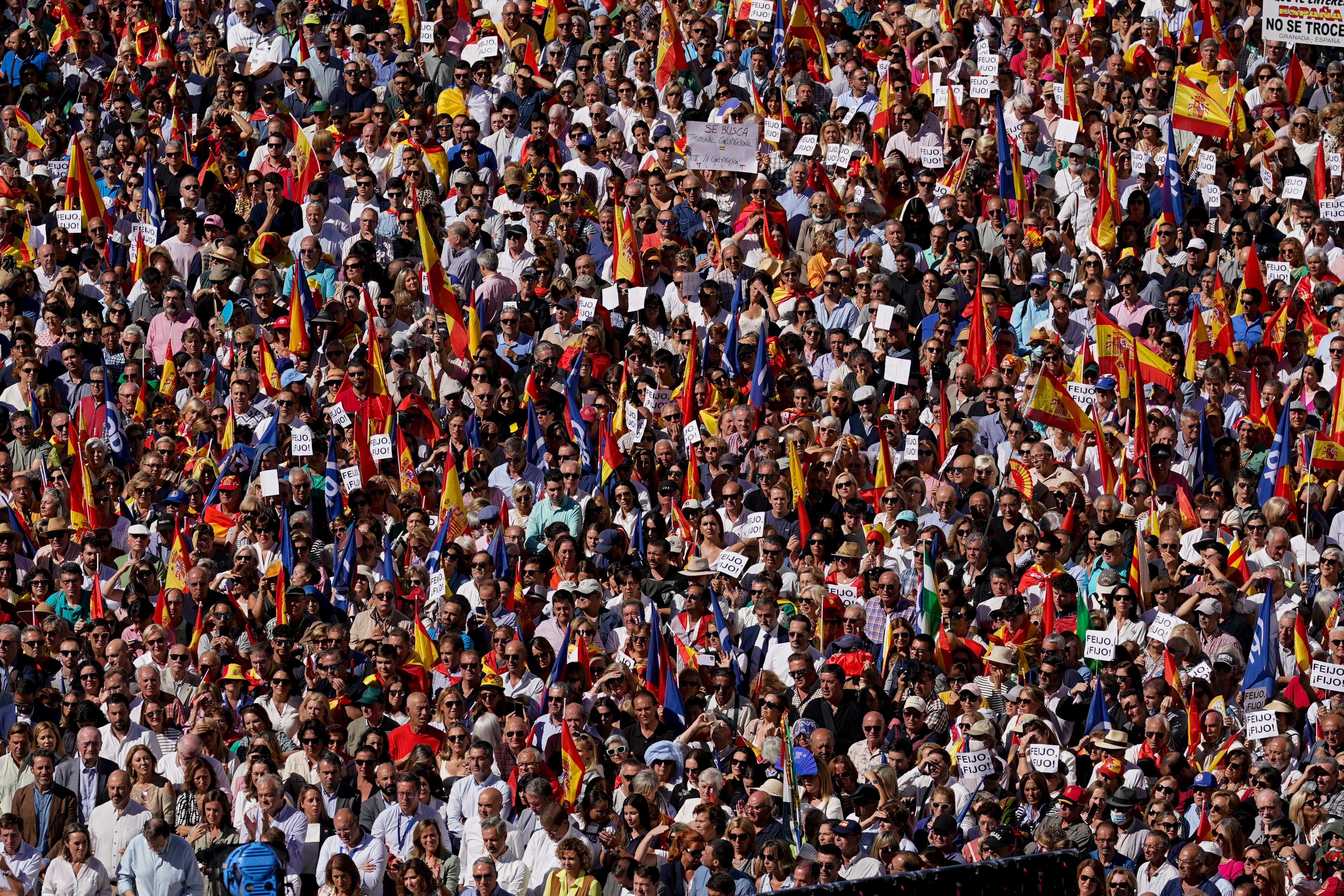
Miles de asistentes al acto contra la amnistía en la plaza Felipe II en Madrid.

Ante la falta de una mayoría suficiente en el bloque de la derecha ni en el de la izquierda, el Rey Felipe VI encarga la investidura, la cual, tuvo lugar el 26 y 27 de septiembre, a Alberto Núñez Feijóo, puesto que, era el candidato más votado. Ante las conversaciones paralelas de Pedro Sánchez con Puigdemont sobre una ley de amnistía para negociar su hipotética posterior investidura tras una probable investidura fallida de Feijóo, el Partido Popular convoca un gran acto el día 24 del mismo mes en la plaza Felipe II de Madrid para manifestarse. Este acto triunfa y abarrota las calles de Madrid, acogiendo entre 40.000 y 60.000 asistentes entre simpatizantes del partido y la sociedad civil, dando un balón de oxígeno al Partido Popular tras la amarga victoria en las elecciones del 23 de julio.
Finalmente, la investidura de Feijóo es rechazada por la Cámara Baja, tras conseguir únicamente 172 diputados a favor (137 del Partido Popular, 33 de Vox, 1 de UPN y 1 de CC), cuatro diputados menos de la mayoría absoluta.

## Ideología
Descrito como el principal partido conservador-liberal de España, Hloušek y Kopeček han observado que durante el directorio de José María Aznar el PP evolucionó hasta convertirse en un partido conservador, con elementos de la democracia cristiana y, sobre todo, elementos liberales en la política económica: «Desde su énfasis original en una "España unida y católica", en los años ochenta y noventa evolucionó gradualmente, bajo el liderazgo de José María Aznar, hacia una formación conservadora de orientación pragmática, con elementos democrático-cristianos y, aún más fuertemente, económicamente liberales».  Magnone apunta el éxito que tuvo José María Aznar a la hora de transformar el partido en una organización más moderna en una línea «cristiano demócrata». Por otra parte el economista Vicenç Navarro tachó al PP de coalición conservadora-neoliberal, con una política económica neoliberal.
De acuerdo a Juan Avilés Farré, el Partido Popular empleó durante los gobiernos de José María Aznar un discurso europeísta pragmático, si bien habiéndose mostrado previamente en la oposición críticos con Felipe González en su política europea. Núñez Seixas destaca que a partir de la década de 2000 el Partido Popular implantó un programa de «renacionalización española»; el sentido difuso con el que el PP reinterpretó el término «patriotismo constitucional» —«nosotros no somos nacionalistas», pero asumiendo España «con naturalidad y sin complejos históricos»— se mostró compatible, según intelectuales próximos al PP, con un nacionalismo cívico y político. Tachado de apoyar un «españolismo conservador», defiende el modelo de las autonomías de la Constitución de 1978, y la monarquía.
El PP en los estatutos de 2012 se define como una formación política de centro reformista, europeísta, que defiende el humanismo cristiano.
El presidente del Partido Popular, Mariano Rajoy, lo describió en 2011 como «un partido en el que caben todos, el gran partido del centro y la derecha española». Aznar lo había situado en 2008 en el centroderecha del espectro político español.
Con la llegada del nuevo presidente del partido, Pablo Casado, se intensificó un discurso recentralizador de las competencias transferidas a las comunidades autónomas, sobre todo, en materia educativa y sanitaria.

### Percepción popular
Según el barómetro de julio de 2017 del Centro de Investigaciones Sociológicas (CIS), en una escala donde el 1 es la izquierda y el 10, la derecha, los españoles ubican al Partido Popular en el 8,26, siendo el segundo partido más a la derecha después de Foro Asturias y el más a la derecha de los de ámbito nacional.

## Financiación

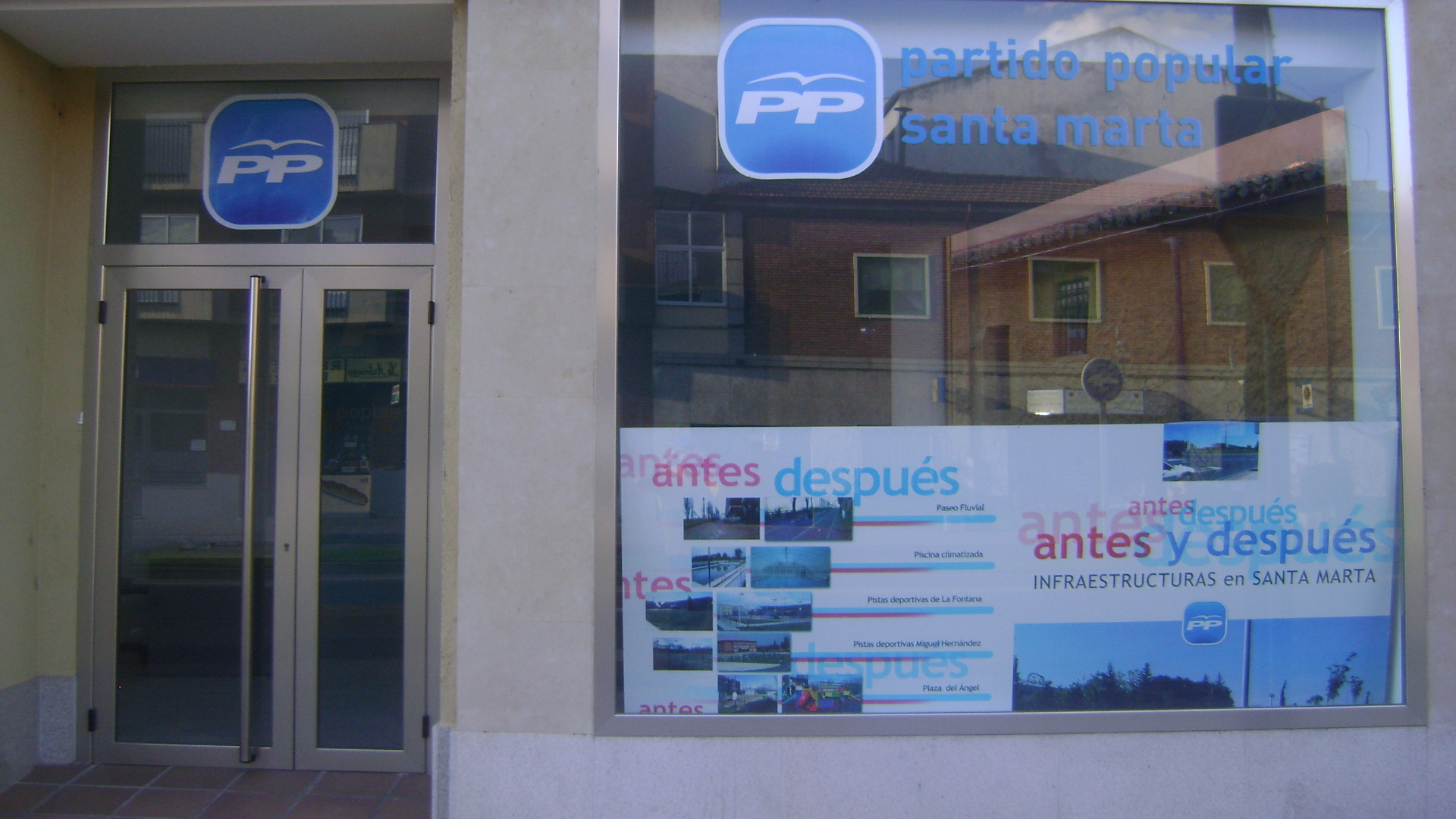
Sede del PP de Santa Marta de Tormes (Salamanca)

El PP se financia (o se ha financiado a lo largo de su historia) de cuatro formas:
1. Mediante las subvenciones institucionales para partidos políticos.
2. Con las cuotas de los militantes. Actualmente cuenta con 833 034 afiliados,[160] que se dividen entre simpatizantes y militantes, de los cuales solo los militantes pagan cuotas.[161]
3. Mediante créditos bancarios.
4. Mediante donaciones.

### Subvenciones
El PP recibió subvenciones por un total de 370 millones de euros entre 2008 y 2011. En 2012 obtuvo 7 677 545,40 euros para atender los "gastos de funcionamiento ordinario" y 394 219,26 euros para sufragar los "gastos de seguridad".

### Créditos bancarios

#### Deudas con los bancos
Según el informe del Tribunal de Cuentas del 2007, el PP tenía una deuda de 59,4 millones de euros.
La deuda con bancos del PP se estimaba en 1996 en menos de seis millones de euros y en 1999 alcanzó los 15 millones. En el 2003 se calculaba en ocho millones de euros.

#### Deudas condonadas
En 1996, cuando el PP llegó al poder con Aznar y Manuel Fraga era presidente de la Junta de Galicia, Caixa Galicia perdonó 300 millones de pesetas de deuda al partido. Caja Granada condonó una deuda de 180 000 euros abonando 6000 euros y Caixa Galicia condonó una deuda de 1,8 millones de euros. Seis bancos se negaron a facilitar información sobre las cuentas bancarias del partido.

### Donaciones
Durante la década de 1992-2001 el PP recibió 20,4 millones de euros en donativos, en su mayoría anónimos, siendo la segunda fuerza política en obtener más donaciones por detrás de CiU con 20,8 millones de euros. Los donativos recibidos por el Partido Popular representan el 34 % de todos los donativos obtenidos por las principales fuerzas políticas. El PP recibió en 2002 algo más de 3 millones de euros en donaciones, de ellas 2,7 millones procedían de donativos anónimos.

### Financiación irregular
El 29 de abril de 2012, la Agencia Estatal de Administración Tributaria denunció la financiación ilegal del Partido Popular en Madrid mediante facturas falsas de actos electorales. La Audiencia Nacional comenzó a investigar si el Partido Popular encubrió donaciones ilegales fraccionándolas durante periodos electorales. El 22 de noviembre de 2013 el juez Pablo Ruz, juez instructor del Caso Gürtel y el Caso Bárcenas, confirmó que el Partido Popular tuvo una contabilidad B continua en el tiempo y oculta al Tribunal de Cuentas. El 19 de diciembre de 2013 el juez Ruz ordenó un registro en la sede del PP. En mayo de 2014, Ruz acreditó la financiación irregular del PP.

## Fundaciones
Como la mayoría de grandes partidos españoles, el PP cuenta con diversas fundaciones y organizaciones afines que desarrollan tareas de investigación teórica, cooperación internacional, documentación y análisis, entre otras.
- Fundación para el Análisis y los Estudios Sociales (FAES)
- Grupo de Estudios Estratégicos (GEES)
- Fundación Reformismo21

## Estructura nacional

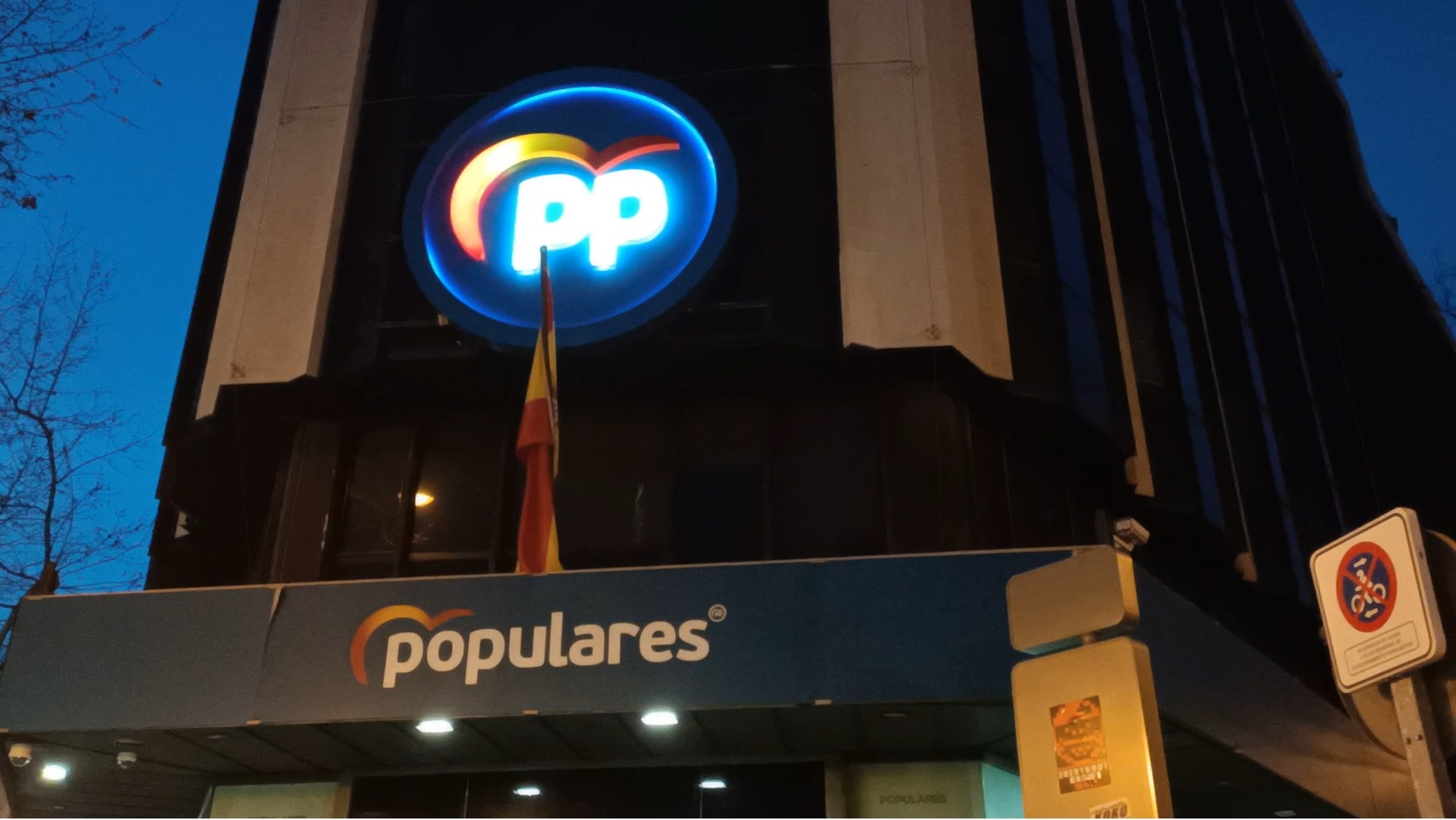
Sede nacional del PP, en el n.º 13 de la calle de Génova de Madrid.

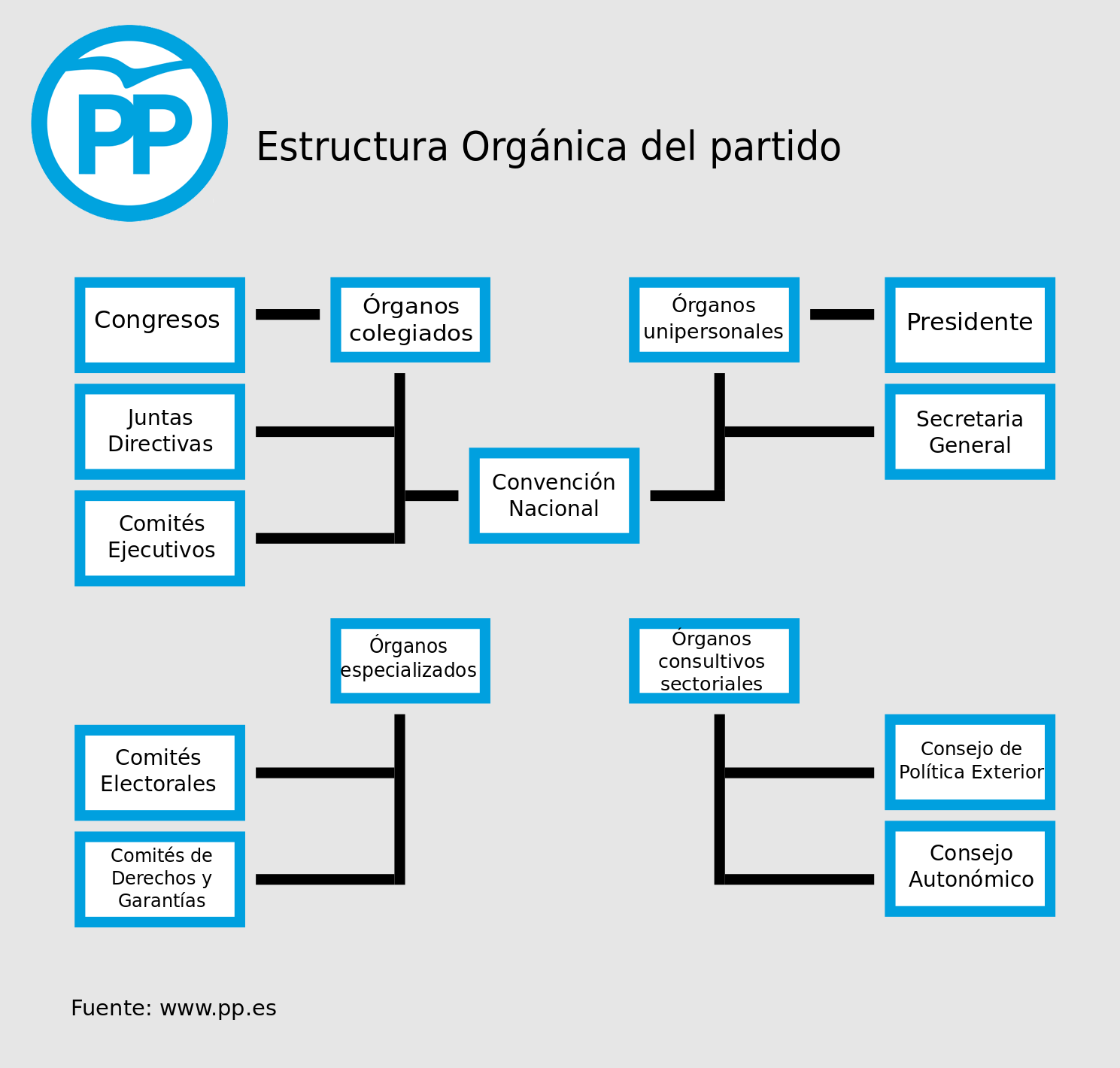
Estructura orgánica general del Partido Popular

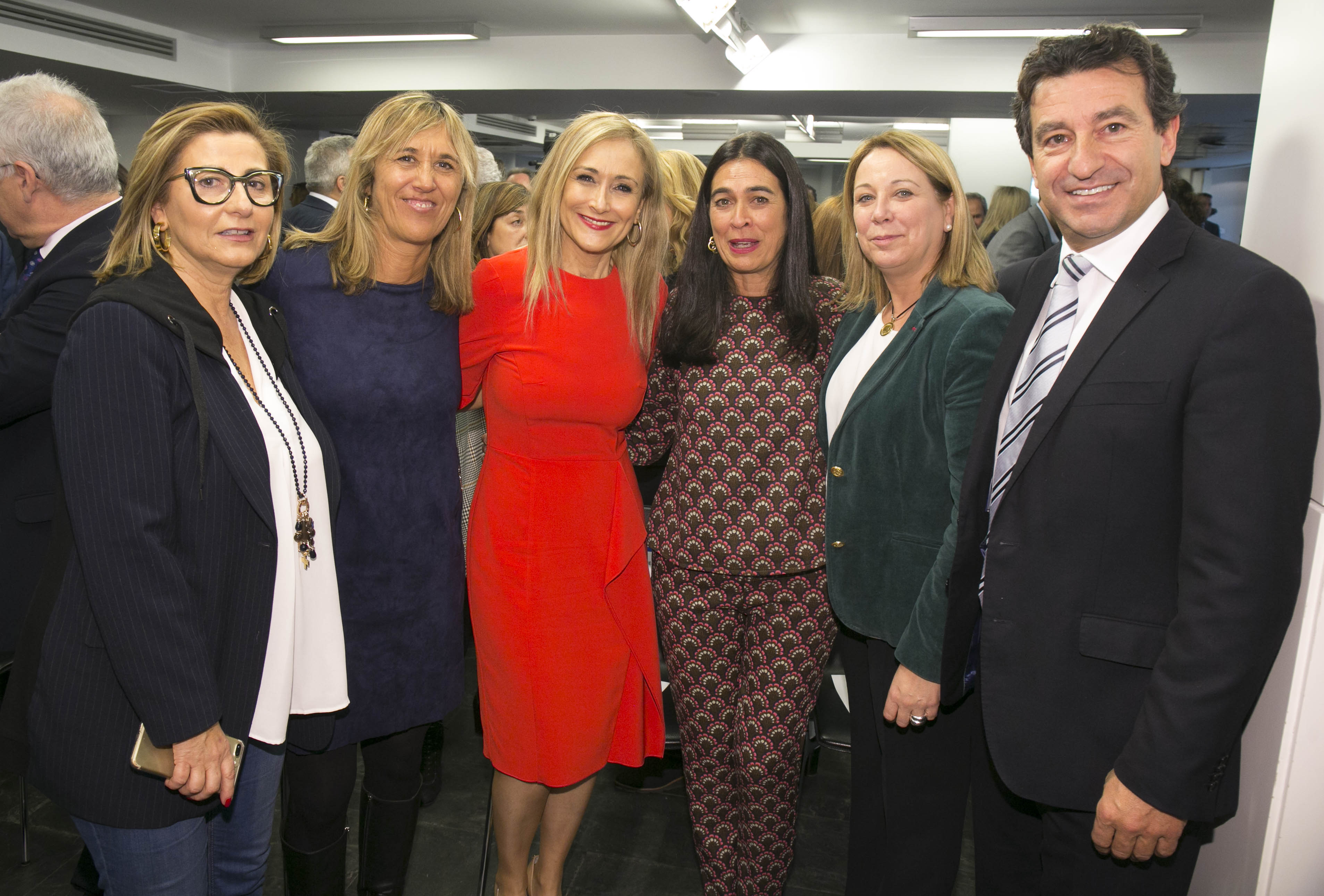
Junta Directiva Nacional del Partido Popular de 2018

- Presidencia: Alberto Núñez Feijóo[175] (PPdeG)
  - Dirección General de Finanzas y Organización: María del Carmen Navarro Lacoba (PP-CLM)
  - Dirección de Gabinete: Marta Varela Pazos (Independiente)
  - Dirección del área de Proyección e Imagen: María del Mar Sánchez Sierra (Independiente)
  - Dirección de Comunicación: Luis de la Matta Cantó[176] (Independiente)
- Secretaría general: Miguel Ángel Tellado Filgueira (PPdeG)
  - Vicesecretaría de Política Autonómica y Municipal y Análisis Electoral: Elías Bendodo Benasayag (PP Andaluz)
    - Secretaría de Evolución Electoral y Tendencias: Javier Campoy Monreal[177] (PP de Aragón)
    - Secretaría de Análisis y Planificación Estratégica: Alejo Joaquín Miranda de Larra Arnaiz (PPCM)
    - Secretaría de Política Municipal y Grandes Ciudades: Antonio Román Jasanada (PP-CLM) 
      - Grandes Ciudades: José María Bellido Roche (PP Andaluz)
      - Municipios: Gema Igual Ortiz (PP de Cantabria)

    - Secretaría de Política Provincial e Insular: 
      - Cabildos y Consells: Mariano Hernández Zapata (PP de Canarias)
      - Mancomunidades, consorcios y comarcas: Natalia Rey Riveiro (PPCM)
      - Diputaciones Provinciales: Carlos García González (PP de Castilla y León)

    - Secretaría de Política Autonómica: Engracia Hidalgo Tena (PPCM) 
      - Grupos Parlamentarios: Cristina Elena Teniente Sánchez (PP de Extremadura)
      - Gobiernos Autonómicos: Javier Ruiz Santiago (PPCM)

  - Vicesecretaría de Organización: María del Carmen Fúnez de Gregorio (PP-CLM) 
    - Secretaría de Organización: Ángel González Muñoz (PP Andaluz)
      - Coordinación Territorial: José María Arribas del Barrio (PPCM), Álvaro Moraga Valiente (PPCM), Adrián Pardo López (PPdeG) y Eduardo Carazo Hermoso (PP de Castilla y León)
      - Coordinación de Cargos Públicos: Tomás Pedro Burgos Beteta (PPCM)
      - Análisis Internos y Reglamentos: María Delgado Martínez (PPCM)

    - Secretaría de Acción Electoral: David Parry Lafont (PPC)
      - Marketing Político: Sergio Ramos Acosta (PP de Canarias)
      - Agentes Electorales: José Enrique Núñez Guijarro (PPCM)
      - Campañas y Actos Públicos: Paula Gómez-Angulo Amorós (PPCM)

    - Secretaría de Formación: José Antonio Bermúdez de Castro (PP de Castilla y León) 
      - Formación Electoral: Asier Antona Gómez (PP de Canarias)
      - Formación Acción Política: Edurne Uriarte Bengoetxea (PPCM)

    - Secretaría de Afiliación y Participación: Sofía Acedo Reyes (PP de Melilla) 
      - Afiliaciones: Belén Hoyo Juliá (PPCV)
      - Participación: Carmen Díaz de Bustamante (PPCM)

    - Secretaría del PP en el exterior: Antonio Rodríguez Miranda (PPdeG)
      - Representante en Europa: Joaquín Calvo Basarán (PP en Bélgica)
      - Representante en EE. UU.: Juan José Núñez Pérez (PP en EE. UU.)
      - Representante en Iberoamérica: Alejandro Roberto López Dobarro (PP en Argentina)

    - Secretaría de Migraciones: Carmen María Cervantes Guijarro (PPCM)

  - Vicesecretaría de Institucional: Esteban González Pons (PPCV)
    - Secretaría de Interior: Ana Belén Vázquez Blanco (PPdeG)
    - Secretaría Ejecutiva de Regeneración Institucional: María Jesús Moro Almaraz (PP de Castilla y León)
      - Patrimonio: María Paloma Sobrini Sagaseta de Ilurdoz (PPCM)

    - Secretaría de Asuntos Exteriores: Gabriel Mato Adrover (PPCM)
      - Acción Exterior: José Francisco Herrera Antonaya (PPCM)
      - Fondos Europeos: Isabel Benjumea Benjumea (PPCM)

  - Vicesecretaría de Economía: Juan Bravo Baena (PP Andaluz)
    - Secretaría de Hacienda, Eficiencia y Modernización del Sector Público y Financiación Europea: Miguel Corgos López-Prado (PPdeG) 
      - Sistema de Financiación Autonómica y Local: Mario Garcés Sanagustín (PP de Aragón)
      - Eficiencia y Modernización del Sector Público: Elena Collado Martínez (PPCM)

    - Secretaría de Economía, Reformas, Impulso de la Competitividad, Emprendimiento, Liderazgo en Innovación, Digitalización e I+D+i: Luis Alberto Marín González (PPRM)  
      - Reformas e Impulso de la Competitividad: Pilar Más Rodríguez (Independiente)
      - Emprendimiento: Joaquín Gómez Gómez (PPRM)
      - Análisis Económico: Esther Basilia del Brío González (PP de Castilla y León)

    - Secretaría de Agricultura, Ganadería, Pesca y Desarrollo Rural: Jorge Domingo Martínez Antolín (PP de Castilla y León) 
      - Agricultura y PAC: María Mercedes Morán Álvarez (PP de Extremadura)
      - Desarrollo Rural: José González Vázquez (PPdeG)
      - Pesca: Rosa María Quintana Carballo (PPdeG)
      - Impulso Agropecuario: Luis María Beamonte Mesa (PP de Aragón)
      - Alimentación: Francisco Javier Márquez Sánchez (PP Andaluz)

    - Secretaría de Industria, Turismo, Comercio, Empresas y Economía Circular: José Vicente Marí Bosó (PPCV)
      - Industria: Tristana María Moraleja Gómez (PPdeG)
      - Turismo: Agustín Almodóbar Barceló (PPCV)
      - Empresas y Comercio: Miguel Ángel Castellón Rubio (PP Andaluz)
      - Economía Circular: Vicente Martínez Mus (PPCV)
      - Infraestructuras: Ethel María Vázquez Mourelle (PPdeG)

    - Secretaría de Empleo, Pensiones, Autónomos y Diálogo Social: Xavier Jean Braulio Thibault Aranda[178] (Independiente)
      - Pensiones: Rocío Dívar Conde (PP de Aragón)
      - Autónomos y Economía Social: Ángel Jurado Segovia (Independiente)
      - Diálogo Social: Tomás Burgos Gallego (PP Andaluz)
      - Trabajo: Rocío Blanco Eguren (PP Andaluz)
      - Vivienda: Ana María Zurita Expósito (PP de Canarias)
      - Lucha contra la Ocupación Ilegal: Elisabeth Jiménez Cara (PPC)

  - Vicesecretaría de Desarrollo Sostenible: Paloma Martín Martín (PPCM)
    - Secretaría de Medio Ambiente, Movilidad y Sostenibilidad: 
      - Medio Ambiente: María Sagrario Pérez Castellanos (PPdeG)
      - Energía: Juan Diego Requena Ruiz (PP Andaluz)
      - Agua y Biodiversidad: Ana María González García (PP de Castilla y León)
      - Movilidad Sostenible: Antonio Silván Rodríguez (PP de Castilla y León)
      - Reto Demográfico: Raquel Clemente Muñoz (PP de Aragón)

  - Vicesecretaría de Sanidad y Educación: Ester Muñoz de la Iglesia (PP de Castilla y León)
    - Secretaría de Sanidad: Ana María Pastor Julián (PPdeG) 
      - Gestión de la Innovación: Julio García Comesaña (PPdeG)
      - Asistencia Sanitaria y Salud Pública: Antonio Zapatero Gaviria (PPCM)

    - Secretaría de Servicios Sociales: María Concepción Dancausa Treviño (PPCM)
      - Discapacidad: Violante Tomás Olivares (PPRM)
      - Envejecimiento Activo y Políticas de Cuidados: Bienvenido de Arriba Sánchez (PP de Castilla y León)
      - Sostenibilidad Social: Gerardo Camps Devesa (PPC)

    - Secretaría de Educación: Óscar Clavell López (PPCV)
      - Educación: Lorena de las Heras Sedano (PPCM)
      - Formación Profesional: Román Rodríguez González (PPdeG)
      - Universidades: Jorge Sáinz González (PPCM)

  - Vicesecretaría de Igualdad y Conciliación: Ana Isabel Alós López (PP de Aragón) 
    - Secretaría de Familia, Igualdad y Reto Demográfico: Patricia Rodríguez Calleja (PP de Castilla y León) 
      - Igualdad: Silvia Valmaña Ochaíta (PPCM)

  - Vicesecretaría de Cultura y Portavoz Nacional: Francisco de Borja Sémper Pascual (PP Vasco)
    - Secretaría de Cultura: Jaime Miguel de los Santos González (PPCM)

  - Vicesecretaría de Movilización y Reto Digital: Noelia Núñez González (PPCM)
    - Innovación e I+D+i: Francisco José Conde López (PPdeG)
    - Digitalización: Mario Cortés Carballo (PP Andaluz)

  - Presidencia del Comité Electoral: Diego Calvo Pouso (PPdeG)
  - Presidencia del Comité de Derechos y Garantías: José Antonio Monago Terraza (PP de Extremadura)
- Portavocía en el Congreso de los Diputados: Miguel Ángel Tellado Filgueira (PPdeG)
  - Secretaría general del Grupo Popular en el Congreso de los Diputados: Macarena Montesinos de Miguel (PPCV)
  - Secretaría general Adjunta del Grupo Popular en el Congreso de los Diputados: María del Mar González Bella (PP de Aragón)
  - Coordinación de Comisiones: Álvaro Pérez López (PPdeG)
  - Tesorero y Portavocía Adjunta: Jaime Eduardo de Olano Vela (PPdeG)
  - Coordinación Institucional: Esteban González Pons (PPCV)
  - Coordinación de Economía: Juan Bravo Baena (PP Andaluz)
  - Coordinación de Cultura: Francisco de Borja Sémper Pascual (PP Vasco)
  - Coordinación de Política Territorial: Elías Bendodo Benasayag (PP Andaluz)
  - Coordinación de Sanidad y Educación: Ester Muñoz de la Iglesia (PP de Castilla y León)
  - Coordinación de Movilización y Reto Digital: Noelia Núñez González (PPCM)
  - Coordinación de Igualdad y Conciliación: Ana Isabel Alós López (PP de Aragón)
  - Coordinación de Políticas Sociales y Portavocía adjunta: Marta González Vázquez (PPdeG)
  - Portavoces adjuntos: Cayetana Álvarez de Toledo y Peralta-Ramos (PPCM), Bella Verano Domínguez (PP Andaluz), José Vicente Marí Bosó (PPCV), Sergio Sayas López (PP de Navarra), Pedro Muñoz Abrines (PPCM), Rafael Antonio Hernando Fraile (PP Andaluz) y Miriam Guardiola Salmerón (PPRM)
- Portavocía en el Senado: Alicia García Rodríguez (PP de Castilla y León)
  - Secretaría general del Grupo Parlamentario Popular en el Senado: Francisco Javier Arenas Bocanegra (PP Andaluz)
  - Portavoces adjuntos: José Manuel Barreiro Fernández (PPdeG), Inmaculada Hernández Rodríguez (PP Andaluz), Antonio Silván Rodríguez (PP de Castilla y León), María Salom Coll (PP de las Islas Baleares), José Antonio Monago Terraza (PP de Extremadura), Alejo Joaquín Miranda de Larra Arnaiz (PP-CLM), María del Rocío Divar Conde (PP de Aragón), Gerardo Camps Devesa (PPC) y Nidia María Arévalo Gómez (PPdeG)
  - Coordinación de Desarrollo Sostenible: Paloma Martín Martín (PPCM)
  - Vocales: Alfonso Serrano Sánchez-Capuchino (PPCM), Eloy Vicente Suárez Lamata (PP de Aragón), Rosa María Serrano Sierra (PP de Aragón) y Francisco Martín Bernabé Pérez (PPRM)
- Portavocía en el Parlamento Europeo: Dolors Montserrat Montserrat (PPC)
  - Secretaría general del PP en el Parlamento Europeo: María Rosa Estaràs Ferragut (PP de las Islas Baleares)
  - Tesorero: Pablo Arias Echevarría (PPCM)

### Presidentes regionales
El Partido Popular tiene presencia en todas las comunidades autónomas de España, además de en las dos ciudades autónomas. Actualmente, el Partido Popular gobierna en once de las diecisiete autonomías, además de gobernar en coalición en una de ellas, y en las dos ciudades autónomas, siendo los presidentes de las delegaciones regionales las siguientes personas:
| Territorio (delegación)                   | Presidencia de la delegación (mandato)     | Elecciones | Gobierno autonómico | Gobierno autonómico       | Gobierno autonómico | Parlamentarios |
| Territorio (delegación)                   | Presidencia de la delegación (mandato)     | Elecciones | Presidencia         | En coalición con          | En la oposición     | Parlamentarios |
| ----------------------------------------- | ------------------------------------------ | ---------- | ------------------- | ------------------------- | ------------------- | -------------- |
| Andalucía (PP Andaluz)                    | Juan Manuel Moreno Bonilla (2014-)         | 2022       | desde 2018          |                           |                     | 58/109         |
| Aragón (PP de Aragón)                     | Jorge Antonio Azcón Navarro (2021-)        | 2023       | desde 2023          | Vox (2023-2024)           |                     | 28/67 7/67     |
| Principado de Asturias (PP de Asturias)   | Álvaro Queipo Somoamo (2022-)              | 2023       |                     |                           | 2.ª fuerza          | 17/45          |
| Islas Baleares (PP de las Islas Baleares) | Margalida Prohens Rigo (2021-)             | 2023       | desde 2023          |                           |                     | 25/59          |
| Canarias (PP de Canarias)                 | Manuel Domínguez González (2022-)          | 2023       |                     | Coalición Canaria (2023-) |                     | 19/70 15/70    |
| Cantabria (PP de Cantabria)               | María José Sáenz de Buruaga Gómez (2017-)  | 2023       | desde 2023          |                           |                     | 15/35          |
| Castilla-La Mancha (PP-CLM)               | Francisco Javier Núñez Núñez (2018-)       | 2023       |                     |                           | 2.ª fuerza          | 12/33          |
| Castilla y León (PP de Castilla y León)   | Alfonso Fernando Fernández Mañueco (2017-) | 2022       | desde 1987          | Vox (2022-2024)           |                     | 31/81 13/81    |
| Cataluña (PPC)                            | Alejandro Fernández Álvarez (2018-)        | 2024       |                     |                           | 4.ª fuerza          | 15/135         |
| Comunidad Valenciana (PPCV)               | Carlos Mazón Guixot (2021-)                | 2023       | desde 2023          | Vox (2023-2024)           |                     | 40/99 13/99    |
| Extremadura (PP de Extremadura)           | María Guardiola Martín (2022-)             | 2023       | desde 2023          | Vox (2023-2024)           |                     | 28/65 5/65     |
| Galicia (PPdeG)                           | Alfonso Rueda Valenzuela (2022-)           | 2024       | desde 2009          |                           |                     | 40/75          |
| La Rioja (PP La Rioja)                    | Gonzalo Capellán de Miguel (2023-)         | 2023       | desde 2023          |                           |                     | 17/33          |
| Comunidad de Madrid (PPCM)                | Isabel Natividad Díaz Ayuso (2022-)        | 2023       | desde 1995          |                           |                     | 70/135         |
| Región de Murcia (PPRM)                   | Fernando López Miras (2017-)               | 2023       | desde 1995          | Vox (2023-2024)           |                     | 21/459/45      |
| Navarra (PP de Navarra)                   | Javier García Jiménez (2022-)              | 2023       |                     |                           | 5.ª fuerza          | 3/50           |
| País Vasco (PP Vasco)                     | Javier de Andrés (2023-)                   | 2024       |                     |                           | 4.ª fuerza          | 7/75           |
|                                           |                                            |            |                     |                           |                     |                |
| Ceuta (PP de Ceuta)                       | Juan Jesús Vivas Lara (2009-)              | 2023       | desde 2001          |                           |                     | 9/25           |
| Melilla (PP de Melilla)                   | Juan José Imbroda Ortiz (2003-)            | 2023       | desde 2023          |                           |                     | 14/25          |

## Resultados electorales

### Elecciones generales
|  | 25.79 % |

|  | 34.76 % |

|  | 38.79 % |

|  | 44.52 % |

|  | 37.71 % |

|  | 39.94 % |

|  | 44.63 % |

|  | 28.72 % |

|  | 33.03 % |

|  | 16.70 % |

|  | 20.82 % |

|  | 33.06 % |

### Elecciones autonómicas
| Posición frente a Gobierno autonómico                                                         |
| --------------------------------------------------------------------------------------------- |
| Presidencia de la comunidad autónoma En Coalición sin ser la principal fuerza En la oposición |

| Comicios  | Resultados en CCAA con estatutos partir 1982 y ciudades autónomas (Parlamentarios del PP/parlamentarios totales) | Resultados en CCAA con estatutos partir 1982 y ciudades autónomas (Parlamentarios del PP/parlamentarios totales) | Resultados en CCAA con estatutos partir 1982 y ciudades autónomas (Parlamentarios del PP/parlamentarios totales) | Resultados en CCAA con estatutos partir 1982 y ciudades autónomas (Parlamentarios del PP/parlamentarios totales) | Resultados en CCAA con estatutos partir 1982 y ciudades autónomas (Parlamentarios del PP/parlamentarios totales) | Resultados en CCAA con estatutos partir 1982 y ciudades autónomas (Parlamentarios del PP/parlamentarios totales) | Resultados en CCAA con estatutos partir 1982 y ciudades autónomas (Parlamentarios del PP/parlamentarios totales) | Resultados en CCAA con estatutos partir 1982 y ciudades autónomas (Parlamentarios del PP/parlamentarios totales) | Resultados en CCAA con estatutos partir 1982 y ciudades autónomas (Parlamentarios del PP/parlamentarios totales) | Resultados en CCAA con estatutos partir 1982 y ciudades autónomas (Parlamentarios del PP/parlamentarios totales) | Resultados en CCAA con estatutos partir 1982 y ciudades autónomas (Parlamentarios del PP/parlamentarios totales) | Resultados en CCAA con estatutos partir 1982 y ciudades autónomas (Parlamentarios del PP/parlamentarios totales) | Resultados en CCAA con estatutos partir 1982 y ciudades autónomas (Parlamentarios del PP/parlamentarios totales) | Resultados en CCAA con estatutos partir 1982 y ciudades autónomas (Parlamentarios del PP/parlamentarios totales) | Resultados en CCAA con estatutos partir 1982 y ciudades autónomas (Parlamentarios del PP/parlamentarios totales) | Parlamentarios autonómicos |
| Comicios  | ARA | AST | ISB | CAN | CNT | CLM | CYL | CVA | EXT | LRJ | CMA | RDM | NAV | CEU | MEL | Parlamentarios autonómicos |
| --------- | --- | --- | --- | --- | --- | --- | --- | --- | --- | --- | --- | --- | --- | --- | --- | -------------------------- |
| 1979      | - | - | - | - | - | - | - | - | - | - | - | - | (0/70) | [ 181 ] | [ 181 ] | 0/70                       |
| 1983      | (18/66) | (14/45) | (21/54) | (17/60) | (18/35) | (21/44) | (39/84) | (32/89) | (20/65) | (15/35) | (34/94) | (16/43) | (0/50) | [ 181 ] | [ 181 ] | 265/764                    |
| 1987      | (13/67) | (13/45) | (25/59) | (6/60) | (19/39) | (18/47) | (32/84) | (25/89) | (17/65) | (13/33) | (32/96) | (16/45) | (2/50) | [ 181 ] | [ 181 ] | 231/779                    |
| 1991      | (17/67) | (15/45) | (29/59) | (6/60) | (6/39) | (19/47) | (43/84) | (31/89) | (19/65) | (15/33) | (47/101) | (17/45) | (20/50) | [ 181 ] | [ 181 ] | 284/784                    |
| 1995      | (27/67) | (21/45) | (30/59) | (18/60) | (13/39) | (22/47) | (50/84) | (42/89) | (27/65) | (17/33) | (54/103) | (26/45) | (0/50) | (9/25) | (14/25) | 370/836                    |
| 1999      | (28/67) | (19/45) | (29/59) | (15/60) | (19/39) | (21/47) | (48/83) | (49/89) | (28/65) | (18/33) | (55/102) | (26/45) | (0/50) | (8/25) | (5/25) | 368/834                    |
| 2003      | (22/67) | (19/45) | (30/59) | (17/60) | (18/39) | (18/47) | (48/82) | (48/89) | (26/65) | (17/33) | (55/111) | (28/45) | (0/50) | (19/25) | (15/25) | 380/842                    |
| oct. 2003 | - | - | - | - | - | - | - | - | - | - | (57/111) | - | - | - | - | 57/111                     |
| 2007      | (23/67) | (20/45) | (28/59) | (15/60) | (17/39) | (21/47) | (48/83) | (54/99) | (27/65) | (17/33) | (67/120) | (29/45) | (0/50) | (19/25) | (15/25) | 400/862                    |
| 2011      | (30/67) | (11/45) | (35/59) | (21/60) | (20/39) | (25/49) | (53/84) | (55/99) | (32/65) | (20/33) | (72/129) | (33/45) | (4/50) | (18/25) | (15/25) | 444/874                    |
| 2012      | - | (10/45) | - | - | - | - | - | - | - | - | - | - | - | - | - | 10/45                      |
| 2015      | (21/67) | (11/45) | (20/59) | (12/60) | (13/39) | (16/33) | (42/84) | (31/99) | (28/65) | (15/33) | (48/129) | (22/45) | (2/50) | (13/25) | (12/25) | 306/858                    |
| 2019      | (16/67) | (10/45) | (16/59) | (11/70) | (9/39) | (10/33) | (29/81) | (19/99) | (20/65) | (12/33) | (30/132) | (16/45) | (2/50) | (9/25) | (10/25) | 219/868                    |
| 2021      | - | - | - | - | - | - | - | - | - | - | (65/136) | - | - | - | - | 65/136                     |
| 2022      | - | - | - | - | - | - | (31/81) | - | - | - | - | - | - | - | - | 31/81                      |
| 2023      | (28/67) | (17/45) | (25/59) | (15/70) | (15/35) | (12/33) | - | (40/99) | (28/65) | (17/33) | (70/135) | (21/45) | (3/50) | (9/25) | (14/25) | 314/868                    |
| 2024      | - | - | - | - | - | - | 2026 | - | - | - | - | - | - | - | - | -                          |

| Andalucía  | 1982 (17/109) | 1986 (28/109) | 1990 (26/109) | 1994 (41/109) | 1996 (40/109) | 2000 (46/109) | 2004 (37/109) | 2008 (47/109) |
| Andalucía  | 2012 (50/109) | 2015 (33/109) | 2018 (26/109) | 2022 (58/109) | 2026          |               |               |               |
|            |               |               |               |               |               |               |               |               |
| Cataluña   | 1980 (0/135)  | 1984 (11/135) | 1988 (6/135)  | 1992 (7/135)  | 1995 (17/135) | 1999 (12/135) | 2003 (15/135) | 2006 (14/135) |
| Cataluña   | 2010 (18/135) | 2012 (19/135) | 2015 (11/135) | 2017 (4/135)  | 2021 (3/135)  | 2024 (15/135) |               |               |
|            |               |               |               |               |               |               |               |               |
| Galicia    | 1981 (26/71)  | 1985 (34/71)  | 1989 (38/75)  | 1993 (43/75)  | 1997 (42/75)  | 2001 (41/75)  | 2005 (37/75)  | 2009 (38/75)  |
| Galicia    | 2012 (41/75)  | 2016 (41/75)  | 2020 (42/75)  | 2024 (40/75)  |               |               |               |               |
|            |               |               |               |               |               |               |               |               |
| País Vasco | 1980 (2/60)   | 1984 (7/75)   | 1986 (2/75)   | 1990 (6/75)   | 1994 (11/75)  | 1998 (16/75)  | 2001 (19/75)  | 2005 (15/75)  |
| País Vasco | 2009 (13/75)  | 2012 (10/75)  | 2016 (9/75)   | 2020 (4/75)   | 2024 (7/75)   |               |               |               |

### Elecciones municipales
| Comicios | Líder                | Votos     | %      | Concejales    |
| -------- | -------------------- | --------- | ------ | ------------- |
| 1991     | José María Aznar     | 4 775 051 | 25,3%  | 19 298/66 308 |
| 1995     | José María Aznar     | 7 820 392 | 35,26% | 24 772/65 869 |
| 1999     | José María Aznar     | 7 334 135 | 34,4%  | 24 623/65 201 |
| 2003     | José María Aznar     | 7 875 762 | 34,3%  | 23 615/65 510 |
| 2007     | Mariano Rajoy        | 7 916 075 | 35,6%  | 23 348/66 131 |
| 2011     | Mariano Rajoy        | 8 476 138 | 37,5%  | 26 507/68 230 |
| 2015     | Mariano Rajoy        | 6 057 767 | 27,1%  | 22 750/67 611 |
| 2019     | Pablo Casado         | 5 058 435 | 22,2%  | 20 325/67 121 |
| 2023     | Alberto Núñez Feijoo | 7 054 887 | 31,54% | 23 412/66 950 |

### Elecciones al Parlamento Europeo
| Comicios                                             | Cabeza de lista     | Votos     | %      | Escaños del PP | Escaños del PPE (incluyendo PP) | Posición   |
| ---------------------------------------------------- | ------------------- | --------- | ------ | -------------- | ------------------------------- | ---------- |
| 1989a                                                | Marcelino Oreja     | 3 395 015 | 21,41% | 15/60          | 121/518                         | 2.ª fuerza |
| 1994b                                                | Abel Matutes        | 7 453 900 | 40,12% | 28/64          | 157/567                         | 2.ª fuerza |
| 1999                                                 | Loyola de Palacio   | 8 410 993 | 39,74% | 27/64          | 233/626                         | 1.ª fuerza |
| 2004                                                 | Jaime Mayor Oreja   | 6 393 192 | 41,21% | 24/54          | 268/736                         | 1.ª fuerza |
| 2009                                                 | Jaime Mayor Oreja   | 6 670 377 | 42,72% | 23/50          | 265/736                         | 1.ª fuerza |
| 2014                                                 | Miguel Arias Cañete | 4 098 339 | 26,09% | 16/54          | 221/751                         | 1.ª fuerza |
| 2019                                                 | Dolors Montserrat   | 4 500 612 | 20,13% | 13/59          | 182/751                         | 2.ª fuerza |
| 2024                                                 | Dolors Montserrat   | 5 996 627 | 33,97% | 22/61          | 190/720                         | 1.ª fuerza |
| a En coalición con UPN y CdG b En coalición con UPN. |                     |           |        |                |                                 |            |

## Dirigentes

### Presidencia

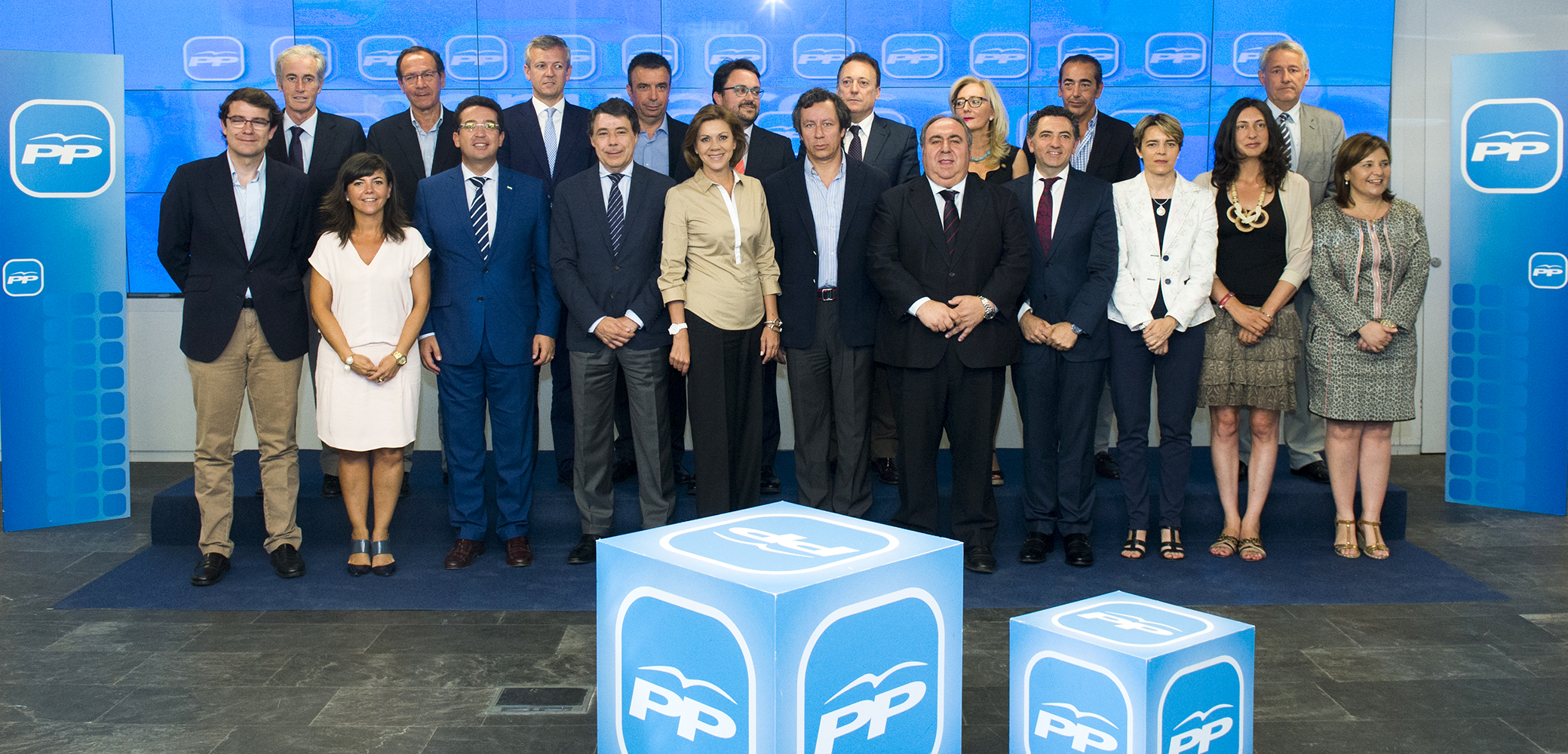
Reunión de secretarios generales del Partido Popular de 2014

| Nombre (Nacimiento-muerte) | Nombre (Nacimiento-muerte)   | Imagen                | Congreso              | Período en el cargo  | Período en el cargo  |
| Nombre (Nacimiento-muerte) | Nombre (Nacimiento-muerte)   | Imagen                | Congreso              | Inicio               | Final                |
| -------------------------- | ---------------------------- | --------------------- | --------------------- | -------------------- | -------------------- |
|                            | Manuel Fraga (1922-2012)     |                       | IX Congreso (AP)      | 20 de enero de 1989  | 1 de abril de 1990   |
|                            | José María Aznar (1953-)     |                       | X Congreso            | 1 de abril de 1990   | 6 de febrero de 1993 |
| XI Congreso                | José María Aznar (1953-)     | 6 de febrero de 1993  | 20 de enero de 1996   |                      |                      |
| XII Congreso               | José María Aznar (1953-)     | 20 de enero de 1996   | 30 de enero de 1999   |                      |                      |
| XIII Congreso              | José María Aznar (1953-)     | 30 de enero de 1999   | 26 de enero de 2002   |                      |                      |
| XIV Congreso               | José María Aznar (1953-)     | 26 de enero de 2002   | 2 de octubre de 2004  |                      |                      |
|                            | Mariano Rajoy (1955-)        |                       | XV Congreso           | 2 de octubre de 2004 | 21 de junio de 2008  |
| XVI Congreso               | Mariano Rajoy (1955-)        | 21 de junio de 2008   | 18 de febrero de 2012 |                      |                      |
| XVII Congreso              | Mariano Rajoy (1955-)        | 18 de febrero de 2012 | 12 de febrero de 2017 |                      |                      |
| XVIII Congreso             | Mariano Rajoy (1955-)        | 12 de febrero de 2017 | 21 de julio de 2018   |                      |                      |
| Pablo Casado (1981-)       |                              | XIX Congreso          | 21 de julio de 2018   | 2 de abril de 2022   |                      |
|                            | Alberto Núñez Feijóo (1961-) |                       | XX Congreso           | 2 de abril de 2022   | 5 de julio de 2025   |
| XXI Congreso               | Alberto Núñez Feijóo (1961-) | 5 de julio de 2025    |                       |                      |                      |

### Secretaría general
| Nombre (Nacimiento-muerte) | Nombre (Nacimiento-muerte)        | Imagen                | Congreso                | Período en el cargo     | Período en el cargo   |
| Nombre (Nacimiento-muerte) | Nombre (Nacimiento-muerte)        | Imagen                | Congreso                | Inicio                  | Final                 |
| -------------------------- | --------------------------------- | --------------------- | ----------------------- | ----------------------- | --------------------- |
|                            | Francisco Álvarez-Cascos (1947-)  |                       | IX Congreso (AP)        | 20 de enero de 1989     | 1 de abril de 1990    |
| X Congreso                 | Francisco Álvarez-Cascos (1947-)  | 1 de abril de 1990    | 6 de febrero de 1993    |                         |                       |
| XI Congreso                | Francisco Álvarez-Cascos (1947-)  | 6 de febrero de 1993  | 20 de enero de 1996     |                         |                       |
| XII Congreso               | Francisco Álvarez-Cascos (1947-)  | 20 de enero de 1996   | 30 de enero de 1999     |                         |                       |
|                            | Javier Arenas (1957-)             |                       | XIII Congreso           | 30 de enero de 1999     | 26 de enero de 2002   |
| XIV Congreso               | Javier Arenas (1957-)             | 26 de enero de 2002   | 4 de septiembre de 2003 |                         |                       |
|                            | Mariano Rajoy (1955-)             |                       | —                       | 4 de septiembre de 2003 | 2 de octubre de 2004  |
| Ángel Acebes (1958-)       |                                   | XV Congreso           | 2 de octubre de 2004    | 21 de junio de 2008     |                       |
|                            | María Dolores de Cospedal (1965-) |                       | XVI Congreso            | 21 de junio de 2008     | 18 de febrero de 2012 |
| XVII Congreso              | María Dolores de Cospedal (1965-) | 18 de febrero de 2012 | 12 de febrero de 2017   |                         |                       |
| XVIII Congreso             | María Dolores de Cospedal (1965-) | 12 de febrero de 2017 | 21 de julio de 2018     |                         |                       |
|                            | Teodoro García Egea (1985-)       |                       | XIX Congreso            | 26 de julio de 2018     | 22 de febrero de 2022 |
|                            | Cuca Gamarra (1974-)              |                       | XX Congreso             | 2 de abril de 2022      | 5 de julio de 2025    |
|                            | Miguel Tellado (1974-)            |                       | XXI Congreso            | 5 de julio de 2025      |                       |

## Simbología

### Imagotipo
La imagen estilizada de un ave corona a las dos pes en el logotipo del partido. Dicha imagen es conocida hoy en día como una gaviota, muy estilizada, pero en sus orígenes se trataba de un albatros. Fue en el congreso de junio de 2008 cuando los nuevos estatutos cambian la denominación a "gaviota" (Art. 1.º, punto 3) seguramente por desconocimiento del propio redactor de los estatutos, ya que hoy en día, el Partido Popular sigue entregando los premios "Albatros de Oro". El autor del logotipo original, Fernando Martínez Vidal, afirma que el ave del logotipo no se trata de una gaviota ni de un albatros, sino de un charrán.
Según está descrito en los estatutos aprobados por el Partido Popular en el XVI Congreso celebrado en junio de 2008.

Las siglas del Partido Popular son PP y su logotipo está integrado por las palabras “Partido Popular” cobijadas bajo un símbolo que representa una gaviota con las alas desplegadas.
Disposicíón general 3 del Estatuto del PP de 2008

En 2007, con ocasión de la campaña de las elecciones municipales, el PP cambió brevemente su color predominante del azul al naranja (más joven y dinámico, ligado a movimientos más moderados), inspirándose en la Revolución naranja llevada a cabo en Ucrania por Víktor Yúshchenko contra el fraude electoral.
En enero de 2008, poco antes de las elecciones generales, el PP adoptó un nuevo logotipo en el que las siglas y la gaviota estaban sobre dos esferas azules. En junio del mismo año cambió la doble esfera por un recuadro azul con las esquinas redondeadas y el borde de color gris.
En julio de 2015, el Partido Popular cambia el logotipo por las siglas de la formación coronadas con una gaviota perfilada, conjunto enmarcado por un círculo, todo en color azul claro.
Desde el 2019, el logotipo del PP redondea su letra y cambia sustancialmente la gaviota al adoptar una forma de medio corazón. En algunas versiones aparece con los colores de la bandera nacional.
En 2022, el PP retoca su logotipo dejándolo plano en único color azul más oscuro.

Logotipo del PP desde 1989 hasta 1993.
Logotipo del PP desde 1993 hasta 2001.
Logotipo del PP desde 2001 hasta 2004.
Logotipo del PP desde 2004 hasta 2007.
Logotipo del PP de 2007.
Logotipo del PP de 2008.
Logotipo del PP desde 2008 hasta 2015.
Logotipo del PP desde el 9 de julio de 2015 hasta 2019.
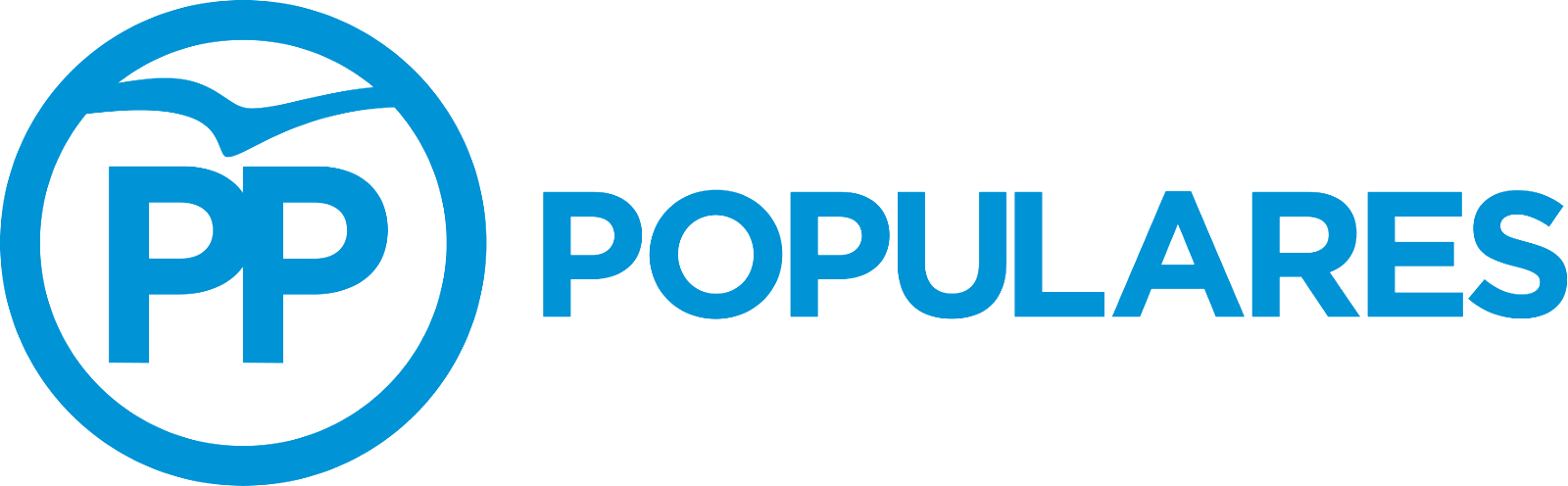
Marca del PP desde 2015 hasta 2019.
Logotipo del PP desde 2019 hasta 2022.
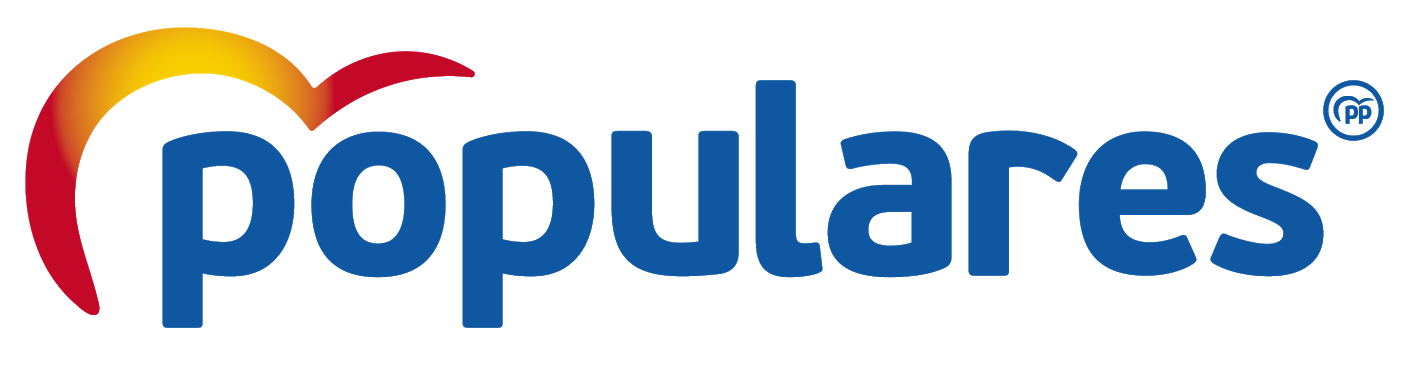
Marca del PP desde 2019 hasta 2022.
Logotipo del PP desde 2022.
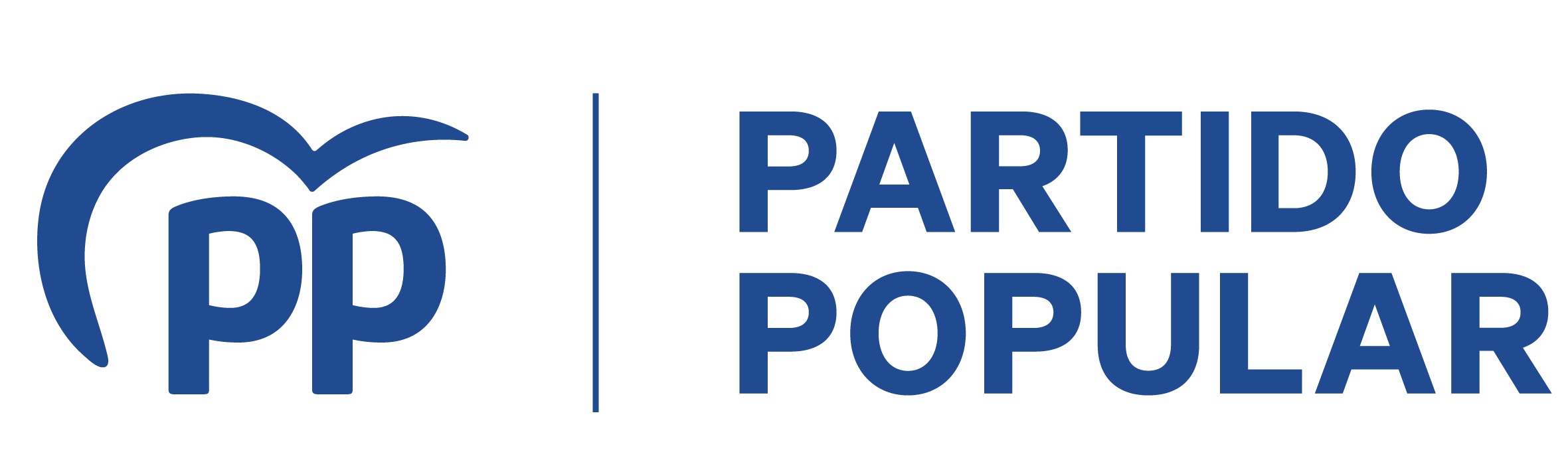
Marca del PP desde 2022.

### Himno
El himno de este partido ha sido el mismo desde su formación. Su composición fue encargada en 1989 por Miguel Ángel Rodríguez a Manuel Pacho, un conocido compositor de jingles como «Vacaciones Santillana». Según su creador, es un himno pegadizo y reconocible que encarna los valores de emprendimiento e individualidad propios del liberalismo, a diferencia de los valores de «colectividad y de unión» que se esperarían de un himno de un partido de izquierdas.

## Casos judiciales
El fiscal general del Estado Cándido Conde-Pumpido reveló que, en noviembre de 2009, se estaban tramitando un total de 200 causas contra cargos públicos del PP por corrupción.
El Partido Popular se ha visto salpicado de casos de corrupción en todos sus ámbitos, al igual que el PSOE, aunque los años 2010 han sido la década donde más presunta corrupción se habría destapado en el partido; entre los casos de corrupción más graves se cuentan los casos Bankia (que acabó con la absolución de todos sus imputados), Blesa, Bárcenas, Fabra, Gürtel (donde el Partido Popular quedó absuelto de toda responsabilidad criminal) y Lezo. El Partido Popular fue acusado de dar pocas muestras de colaboración con la justicia, y de destruir deliberadamente, para eliminar supuestas pruebas, los ordenadores de su sede usados por el extesorero Luis Bárcenas. Finalmente, la Justicia absolvió al partido de estos cargos, afirmando que se trataba de un borrado conforme al protocolo interno implantado por el PP en el marco del documento de seguridad al que los partidos deben adherirse por la normativa de protección de datos.
- Caso Baltar
- Caso Bankia
- Caso Bárcenas
- Caso Blesa
- Caso Bon Sosec
- Caso Brugal
- Caso de la Ciudad del Golf
- Caso de la cooperación
- Caso de las preferentes en Bankia
- Caso Emarsa
- Caso Fabra
- Caso Gürtel
- Caso Fitur
- Caso Rasputín
- Caso Taula
- Caso Túnel de Sóller
- Caso Valmor
- Operación Púnica
- Operación Lezo
- Caso Cifuentes
- Caso Erial

### Condena por la Caja B
El 28 de octubre de 2021, la Audiencia Nacional acreditó la existencia de una contabilidad paralela o Caja B del PP, con la cual se financió la reforma de la sede situada en la calle Génova de Madrid. También condenaba al partido al pago de 123 669 € como responsable civil subsidiario por el impuesto de Sociedades de Unifica —la empresa que realizó las obras— de 2007. Asimismo el tesorero durante aquella época, Luis Bárcenas, fue condenado a dos años de prisión.

### Coaliciones
1. ↑  En el Congreso de los diputados 2 escaños correspondían a UPN y otros a CdG. En el Senado, 3 escaños correspondían a UPN y otro a CdG.
2. ↑  En el Congreso de los diputados 3 escaños correspondían a UPN y en el Senado otros 3 escaños también de UPN.
3. ↑  En el Congreso de los diputados 3 escaños correspondían a UPN y 1 al PAR. En el Senado, 3 a UPN y 3 al PAR.
4. ↑  En el Congreso de los diputados 3 escaños correspondían a UPN y 1 al PAR. En el Senado, 3 escaños correspondían a UPN y 1 al UPM.
5. ↑  En el Congreso de los diputados 2 escaños correspondían a UPN. En el Senado, 3 correspondían a UPN, 1 a UPM y 1 a UV.
6. ↑  En el Congreso de los diputados 2 escaños correspondían a UPN, mientras que en el Senado le correspondían 3.
7. ↑  En el Congreso de los diputados, uno de los escaños correspondía a UPN. En el Senado, 2 escaños correspondían a UPN, 3 al PAR y 2 a CCN.
8. ↑  En el Congreso de los diputados 2 escaños correspondían a UPN. En el Senado, 1 escaño correspondía a UPN.

### Investiduras
1. ↑  La definición propia del partido es «centro reformista».
2. ↑  Investido en primera votación con el apoyo de CiU (16), PNV (5), y CC (4), que suman 181 escaños.
3. ↑  El Congreso de los Diputados no otorgó la confianza a ningún presidenciable, por lo que dos meses después de la primera votación de investidura, las Cortes quedaron disueltas automáticamente y se convocaron nuevas elecciones.
4. ↑  Investido en segunda votación durante el segundo debate de investidura con el apoyo de C's (32), UPN (2), CC (1), y FAC (1), sumando 170 apoyos contra 111 votos en contra y 68 abstenciones.
5. ↑  Entre el 31 de mayo y el 1 de junio de 2018, se produjo una moción de censura encabezada por Pedro Sánchez (PSOE), con la cual el PP fue desalojado del poder.